# Politica del Marocco

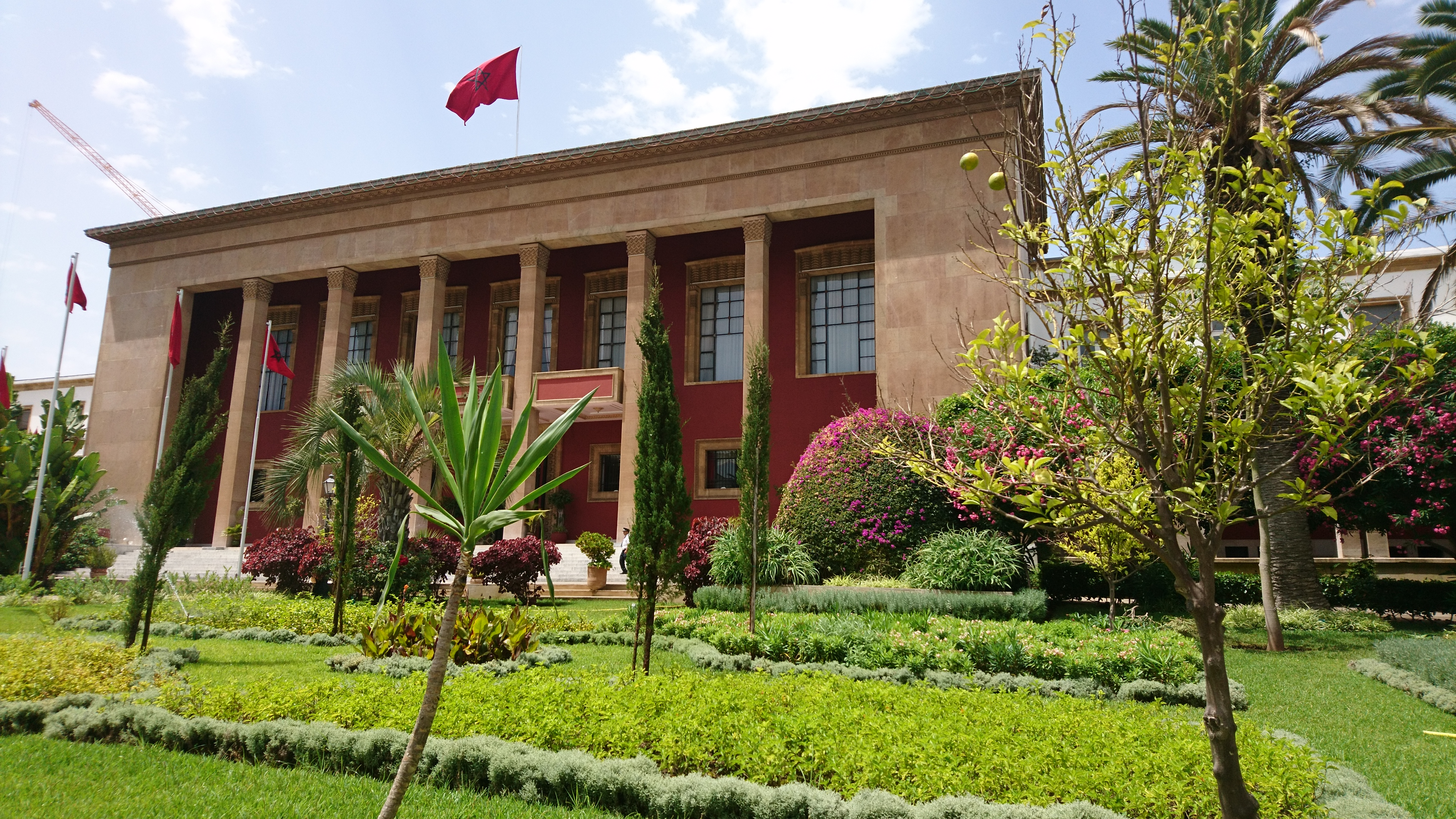
La sede del parlamento del Marocco a Rabat

La politica del Marocco è oggi conforme a un quadro di una monarchia costituzionale, con un re che ricopre il ruolo di capo dello Stato e un primo ministro come capo del governo in un ambito multipartitico il quale detiene il potere esecutivo. Il potere legislativo è condiviso dal governo e dalle due camere del parlamento: la Camera dei rappresentanti e la Camera dei consiglieri. Il re detiene un potere discrezionale sul ramo esecutivo e ha autorità esclusiva in ambito militare, religioso e giudiziario. Nell'ambito del 2020 l'Economist Intelligence Unit ha classificato il Marocco come regime ibrido.
La monarchia marocchina è una delle più antiche al mondo e trae le sue origini a Idris I, fondatore nell'VIII secolo della dinastia idriside. Varie dinastie si succedettero nel governare il Paese, tra queste gli Almoravidi, gli Almohadi, i Merinidi, i Wattasidi, i Sa'diani e infine gli Alawidi, che unificarono il Marocco nel XVII secolo. L'autorità del sultano nel corso dei secoli successivi fu limitata per lo più alle principali città e alle pianure centrali, dove le istituzioni e la classe notabile assunsero il nome di makhzen, mentre nelle regioni berbere la società rimase strutturata attorno a divisioni tribali, in quello che veniva definito Bled es-Siba. 
L'influenza europea in Marocco cominciò ad assumere approcci più aggressivi a partire dal XIX secolo, fino a culminare nell'istituzione del protettorato francese del Marocco. Il Marocco riacquisì la sua indipendenza nel 1956, periodo in seguito al quale si svilupparono tensioni tra il palazzo reale e l'Istiqlal, protagonista nella lotta per l'indipendenza e sostenuto dalle antiche borghesie di Fès e Rabat. La monarchia, per combattere l'opposizione dell'Istiqlal, si alleò coi membri delle famiglie notabili berbere, confluiti nel Movimento Popolare e che dominarono gli apparati ministeriali e l'esercito. Re Hasan II, succeduto al padre Muhammad V nel 1961, adottò un approccio più assertivo e una politica nazionalista, governando direttamente il Paese per svariati anni e instaurando un regime oppressivo nei confronti dei dissidenti politici, in particolare nei confronti delle forze dell'estrema sinistra e successivamente anche degli islamisti, in quelli che vennero definiti gli "anni di piombo". La politica e le scelte strategiche di Hasan II e dei suoi alleati favorirono un ambiente politico dominato da una moltitudine di partiti politici alleati col palazzo reale e in gran parte senza punti di riferimento ideologici, il cui sostegno si fondava su sistemi clientelari.
A partire dagli anni 1990 Hasan II implementò una serie di riforme atte a limitare il clima di repressione politica, processo continuato dal figlio Muhammad VI, asceso al trono nel 1999. Il Marocco a partire dal XXI secolo adottò varie riforme di matrice liberale, come nell'ambito del diritto famigliare, con la Mudawwana, mentre nel 2011, in seguito alle tensioni in seno alla primavera araba, venne adottata una nuova costituzione che riconobbe ufficialmente la lingua berbera, istanza sostenuta per decenni dai movimenti e dagli esponenti berberisti.
La monarchia detiene un importante ruolo in ambito religioso e trae la sua legittimità anche dal suo lignaggio sceriffiano. La figura del monarca rappresenta un'autorità religiosa, come Amir al-Mu'minin ("Comandante dei credenti"), sostenuta dal tradizionale accordo di bayʿa. Le istituzioni controllano l'ambiente religioso, ma questo non ha impedito lo sviluppo nel corso del XX secolo di gruppi religiosi indipendenti e in opposizione alle autorità, tra questi il movimento di ispirazione sufi Giustizia e Carità e vari gruppi minoritari salafiti. La monarchia ha storicamente sostenuto partiti ed esponenti laici e liberali, condiscendenti col palazzo reale e in opposizione agli islamisti.
Nell'ambito della politica estera, nel corso della guerra fredda il Marocco ha sostenuto il blocco occidentale. Hasan II intrattenne ufficiosamente relazioni con lo Stato di Israele, anche in virtù della comunità ebraica marocchina, storicamente una delle più vaste al mondo. In ambito regionale il Marocco adottò una politica nazionalista, con la quale annesse il Sahara Occidentale e ribadì le sue rivendicazioni territoriali nei confronti dei possedimenti spagnoli nella costa settentrionale, sviluppando tensioni con le vicine Algeria e Spagna. Tra le tante organizzazioni internazionali, il Marocco è membro delle Nazioni Unite, dell'Unione africana, della Lega araba, dell'Unione del Maghreb arabo, dell'Organizzazione della cooperazione islamica, del Movimento dei non allineati e della Comunità degli Stati del Sahel e del Sahara.

## Ordinamento dello Stato

### Potere esecutivo
Il capo del Governo del Marocco viene scelto dal re del Marocco coerentemente alla composizione politica del parlamento. La Costituzione del Marocco conferisce poteri esecutivi al governo e consente al capo del governo di proporre e licenziare membri del gabinetto, governatori provinciali e ambasciatori, di supervisionare i programmi governativi e la fornitura di servizi pubblici e di sciogliere la camera bassa del parlamento con l'approvazione del re. Il primo ministro di recente nomina è responsabile della formazione del governo, realizzata conducendo negoziati tra il re e il parlamento per stabilire gli incarichi ministeriali. Fino a quando il nuovo governo non viene approvato dal re e assume ufficialmente la carica, il parlamento approva e sovrintende ai programmi governativi e al servizio pubblico. Non sussistono sono limiti costituzionali al mandato di un primo ministro.

### Potere legislativo

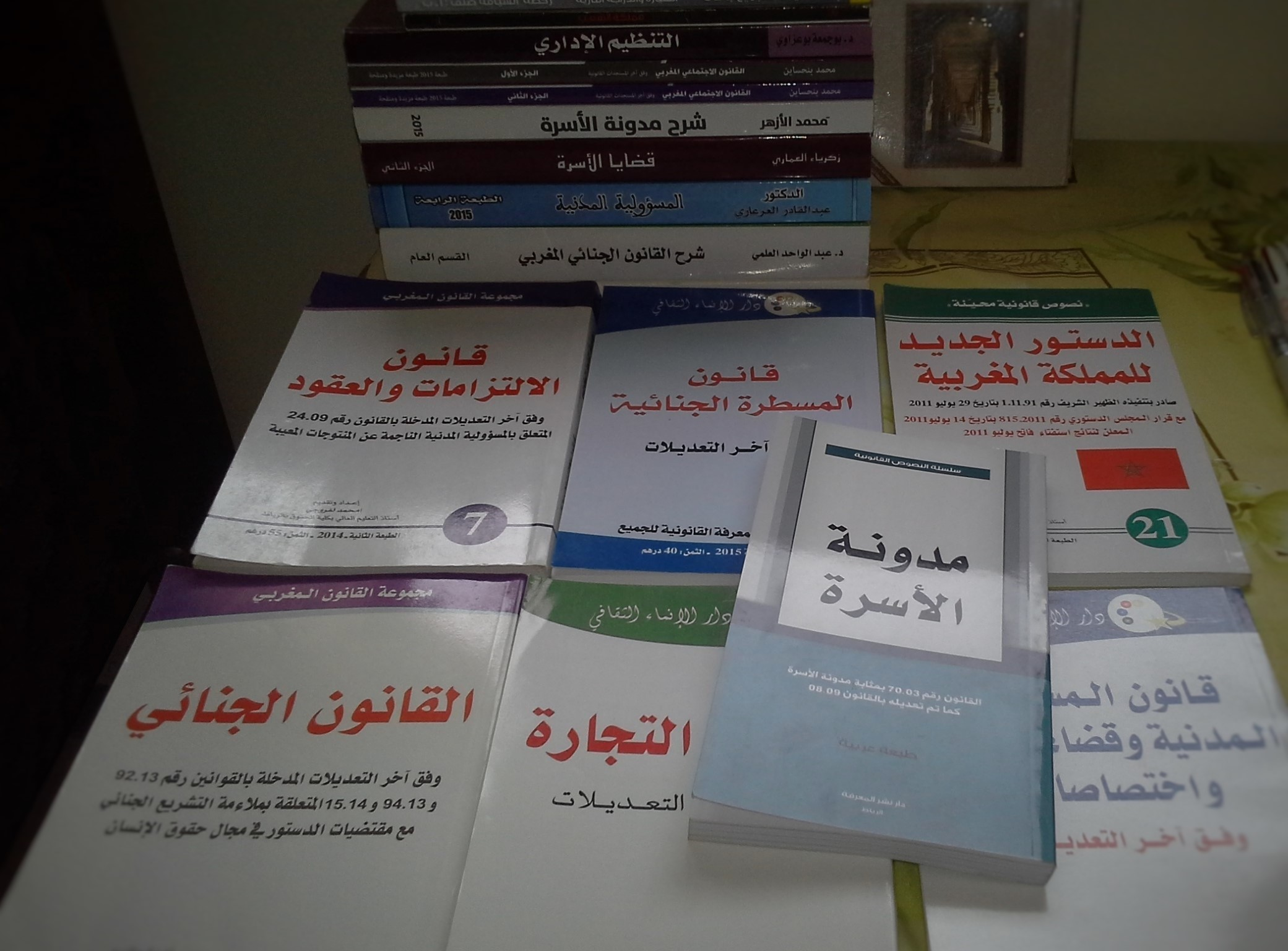
Copie del codice civile marocchino in lingua araba

Il potere legislativo è condiviso dal governo e dal parlamento del Marocco, che è costituito da due camere: la Camera dei rappresentanti, i cui 395 membri vengono eletti ogni cinque anni a suffragio universale diretto, in base a un elenco proporzionale, e la Camera dei consiglieri, che conta tra i 90 e i 120 membri, eletti ogni sei anni, con rinnovo di un terzo ogni tre anni, a suffragio indiretto dai rappresentanti eletti di organizzazioni professionali, dipendenti e autorità locali.

### Potere giudiziario
La Costituzione del Marocco stabilisce che l'autorità giudiziaria è indipendente dal potere legislativo e dal potere esecutivo. Il re è garante dell'indipendenza del potere giudiziario. La magistratura si compone di tre principali categorie di tribunali: le corti di giurisdizione generale, le corti di giurisdizione specializzate e le corti speciali. Sono attivi nel Paese 837 tribunali municipali e distrettuali istituiti nel 1974, i cui giudici vengono eletti da una commissione presieduta dall'autorità politica locale e sono assistiti da due consiglieri eletti. 21 corti d'appello accolgono i ricorsi presentati dai tribunali di primo grado. Sono poi attivi 7 tribunali amministrativi, istituiti da una legge del 1991, e otto tribunali commerciali e tre tribunali d'appello commerciali, istituiti nel 1997. La più alta corte nella struttura giudiziaria marocchina è la Corte di Cassazione, i cui giudici vengono nominati dal re.

## Storia

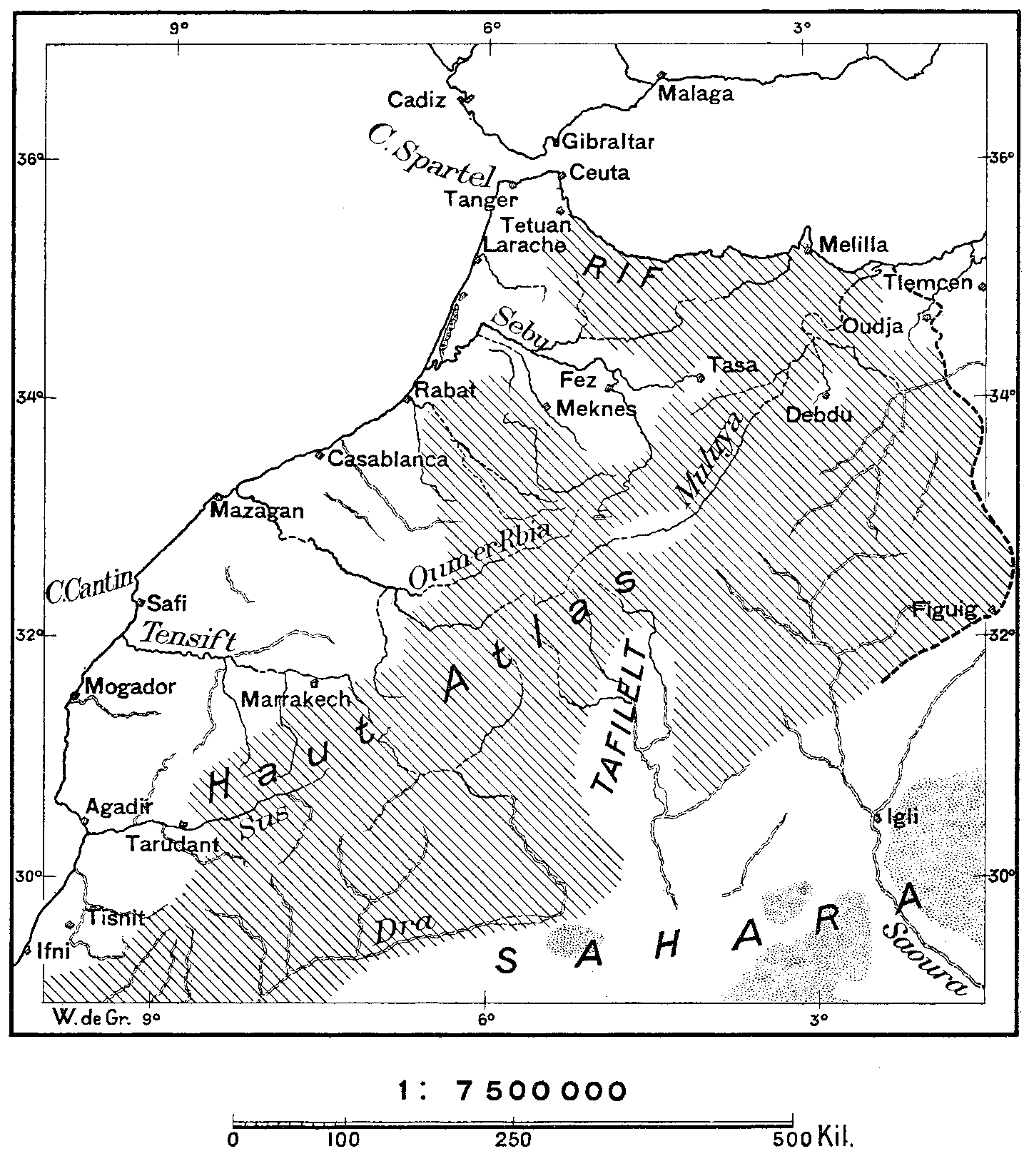
In grigio il Bled es-Siba

La monarchia marocchina è considerata una delle più antiche al mondo e trae le sue origini all'VIII secolo, quando Idris I stabilì a Walili la dinastia idriside. La dinastia alawide, originaria di Tafilalet, consolidò il proprio potere nel Paese nel 1668, in seguito alla sconfitta della Zaouia di Dila. Ismail I stabilì la propria capitale a Meknès e consolidò la propria autorità tramite l'Abid al-Bukhari, un esercito composto da schiavi neri, indipendenti quindi dalle varie tribù berbere e arabe. Storicamente, l'autorità del sultano era concentrata nelle città principali, in particolare nelle città imperiali di Fès, Marrakech, Rabat e Meknès, e nelle pianure arabofone centrali, in quello che venne poi definito Bled el-Makhzen. Gran parte delle regioni montuose berbere erano invece al di fuori dell'autorità del sultano, che non vi poteva raccogliere tasse, ed erano soggette a una società tribale. Queste regioni vennero successivamente chiamate Bled es-Siba. L'espressione makhzen, che significava "tesoriere" e che aveva una connotazione finanziaria, divenne sinonimo di autorità dello Stato.
Gli Alawidi tra il XVII e il XVIII secolo si impegnarono a stabilire relazioni e trattati commerciali col Regno d'Inghilterra e col Regno di Francia, in un'ottica di opposizione alla Spagna e al Portogallo, che nei secoli precedenti avevano stabilito avamposti e occupato svariate città nella costa. A partire dagli anni 1830 i sultani intrapresero l'avvio di ampie relazioni commerciali con gli europei, ricorrendo nella gran parte dei casi a nominare come intermediarie importanti famiglie ebraiche marocchine loro suddite. Importanti famiglie musulmane che ampliarono le loro ricchezze attraverso il commercio con gli europei furono i Benjelloun e i Bennis di Fès. I legami commerciali incrementarono drasticamente la presenza europea nel Paese. Le lotte di potere interne alla dinastia alawide e politiche sempre più aggressive da parte delle potenze europee portarono il sultanato a divenire sempre più condiscendente. La sconfitta dell'esercito marocchino nella battaglia di Isly nel 1844 confermò la conquista francese dell'Algeria, mentre la vittoria spagnola nella battaglia di Tétouan nel 1860 comportò la cessione da parte del Marocco dei territori attorno a Ceuta e a Melilla e di Sidi Ifni e l'accettazione di trattati commerciali con gli spagnoli e di diritti di questi ultimi nell'ambito della pesca nelle coste marocchine.
L'incapacità di reagire del sultano Abdelaziz IV all'occupazione francese di Casablanca e di Oujda e alla conferenza di Algeciras portò il consiglio degli ulama a chiedere la sua abdicazione in favore del fratello Abdelhafid, capo della fazione antifrancese. Il consiglio degli ulama decise di implementare un accordo di bayʿa col sultano, in virtù dei percepiti pericoli che il Paese stava affrontando. Il sultano Abdelhafid fu alla fine costretto ad accettare nel 1912 il trattato di Fès, che rese il Paese un protettorato francese. Nel corso dell'occupazione francese la monarchia e la fede islamica divennero simbolo della resistenza e della volontà di indipendenza nazionale.

### Il protettorato

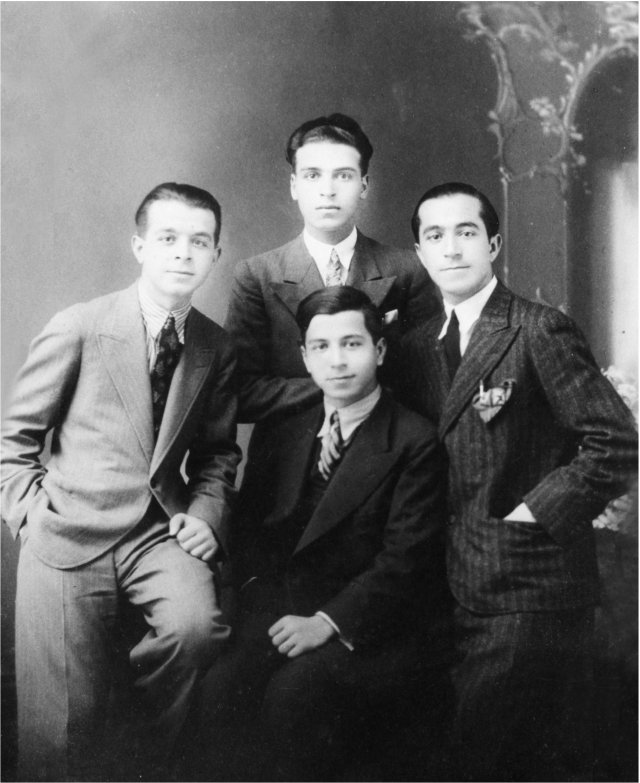
I fratelli Abdelkrim, Abdelmajid e Said Hajji e Abdelhadi Zniber, tra i primi attivisti nazionalisti marocchini, all'Università di Damasco, 1934

Le autorità coloniali nell'ambito del protettorato controllarono il settore della sicurezza, la politica estera e l'economia, mentre centinaia di migliaia di coloni europei si stabilirono nelle principali città del Paese. La politica coloniale, in particolare sotto il governatore Hubert Lyautey, adottò come principi la non interferenza nelle tradizioni locali e la collaborazione con le élite native, che comportarono il mantenimento e il rafforzamento delle tradizionali istituzioni politiche e sociali marocchine. L'autorità del sultano perse però gran parte del suo potere e la sua connivenza con le autorità coloniali portò a farle perdere l'appoggio del movimento nazionalista marocchino che si stava organizzando prima all'estero e a partire dagli anni 1930 anche in patria. Una grande sfida all'autorità del sultano giunse quando Abdelkrim el-Khattabi proclamò nel 1922 la Repubblica del Rif, che si ribellò all'occupazione spagnola nel Marocco settentrionale. La repubblica venne sconfitta definitivamente dalle forze ispano-francesi nel 1926, in seguito alla guerra del Rif.
Il movimento nazionalista trae le sue origini negli anni 1920 tra le antiche borghesie di Fès e di Rabat; il movimento era caratterizzato da una certa disomogeneità: il gruppo con base a Fès era caratterizzato da posizioni conservatrici e tradizionaliste, oltre a essere stato influenzato dal movimento islamico riformista della salafiyya, mentre i membri del gruppo con base a Rabat, che erano stati educati in gran parte in Europa, avevano adottato la moda europea e idee moderniste. Il movimento nazionalista si consolidò in occasione del Dahir berbero, che intendeva implementare il diritto tribale nelle regioni berbere. Il decreto, percepito come espressione di una politica di Divide et impera e come un'aggressione all'identità islamica del Paese, provocò un'ampia protesta da parte del movimento nazionalista, che poco dopo si costituì in un'organizzazione che divenne conosciuta come Blocco di Azione Nazionale, per poi dare vita nel 1944 al partito dell'Istiqlal. La leadership del nuovo partito raccolse esponenti borghesi educati in gran parte in Francia e familiari alle istituzioni occidentali. Il partito, malgrado si fosse impegnato a espandere il proprio attivismo alle masse popolari, in particolare alle sempre più ampie classi lavoratrici delle zone urbane, si mantenne in buona parte in posizioni elitarie, rimanendo limitato alla borghesia urbana, non riuscendo a raggiungere le campagne. L'esclusione della classe notabile rurale berbera dalle attività dell'Istiqlal creò le premesse per una forte divisione politica che si sarebbe generata nei decenni seguenti l'indipendenza.
Il sultano Muhammad V annunciò pubblicamente nell'aprile 1947 a Tangeri il suo favore all'indipendenza, sperando di ottenere un appoggio statunitense. Questa iniziativa valse al sultano l'appoggio del movimento nazionalista, che lo riconobbe come un simbolo della resistenza al colonizzatore. La sempre maggior collaborazione tra il sultano e il movimento nazionalista portò l'amministrazione coloniale a esiliare il sultano in Madagascar. L'iniziativa provocò violente rivolte in Marocco, sostenute da episodi di guerriglia nelle campagne e da attività più coordinate nelle città. Le rivolte convinsero le autorità francesi a negoziare una rapida transizione verso l'indipendenza, che venne ristabilita nel 1956.

### Gli anni seguenti l'indipendenza

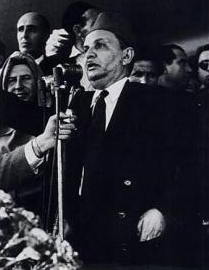
Allal al-Fasi a una riunione dell'Istiqlal, 1º settembre 1956

In seguito all'indipendenza del Paese il mondo politico attraversò una fase di tensioni relative alla distribuzione del potere. A emergere nell'ambito della politica e dell'economia nazionale furono in particolare le antiche famiglie borghesi di Fès (definite fassi); tra queste le più influenti divennero i Alami, i Alaoui, i Ouazzani, i Bargach, i Belkhayat, i Benjelloun, i Benkirane, i Bennani, i Bennis, i Benslimane, i Bensouda, i Berrada, gli Chraibi, gli El Fassi, gli El Mokri, i Filali, i Guennoun, i Guessous, i Kadiri, i Kettani, i Lahlou, i Lamrani, i Lazrak, i Mernissi, gli Sqalli, i Tadili e i Tazi. Le famiglie fassi, attraverso una fitta rete di alleanze famigliari, una particolare attenzione all'istruzione, il controllo del mondo finanziario e il dominio del partito dell'Istiqlal, monopolizzarono il makhzen e il potere politico del Paese. Il 61% dei ministri marocchini tra il 1955 e il 1985 furono di famiglia fassi.
L'autorità del palazzo reale e la volontà di questo di assicurarsi il potere assoluto venne contrastata dall'Istiqlal, il quale espresse la volontà di implementare un sistema politico monopartitico. Le relazioni tra il partito e la monarchia furono ambivalenti, fatto evidente già nell'ambito del Manifesto per l'indipendenza del 1944. La monarchia fondò le Forze armate marocchine, che pose sotto il suo controllo. Nel nuovo esercito confluì buona parte dell'Esercito di Liberazione Nazionale, i cui dirigenti erano per la gran parte in contrasto con l'Istiqlal. Il palazzo reale, per opporsi alle ambizioni del partito, si alleò coi notabili berberi delle regioni rurali, guidati da Mahjoubi Aherdane, che mantenevano posizioni conservatrici e in opposizione al modernismo e al nazionalismo arabo dell'Istiqlal.

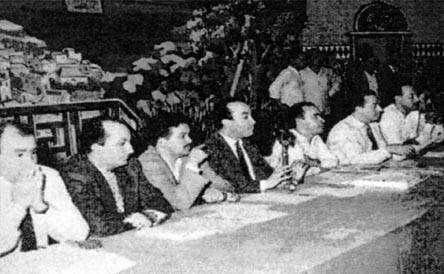
Il comitato centrale dell'Unione Nazionale delle Forze Popolari, 6 settembre 1959

Le tensioni tra l'Istiqlal e le componenti berbere divamparono nella regione berbera del Rif in seguito all'omicidio di Abbas Messaadi, importante figura dell'Esercito di Liberazione Nazionale, e culminarono in una violenta rivolta; nel dicembre 1956 i rivoltosi conquistarono al-Hoseyma. Il principe Hasan riprese il controllo della regione attraverso un'ampia campagna militare che provocò la morte di migliaia di berberi rifani. Aherdane venne riconosciuto come privilegiato interlocutore tra il palazzo reale e le regioni rurali berbere. I notabili berberi confluirono nel Movimento Popolare e conquistarono importanti posizioni strategiche negli apparati ministeriali e nell'esercito; in cambio della fedeltà al sovrano questi ultimi furono inoltre ricompensati con centinaia di migliaia di acri di terreno e con ampi fondi all'agricoltura.
La popolarità dell'Istiqlal venne indebolita dalla concorrenza col Partito Democratico dell'Indipendenza, anch'esso nazionalista e protagonista della lotta per l'indipendenza. La monarchia cercò di avvantaggiarsi inasprendo le tensioni tra le varie fazioni politiche del Paese, in particolare tra conservatori e movimenti di sinistra e tra mondo urbano e rurale. L'Istiqlal dovette affrontare la scissione dell'ala sinistra guidata da Mehdi Ben Barka, che confluì nell'Unione Nazionale delle Forze Popolari; malgrado l'ostilità provata dalla monarchia per le sinistre, che l'aveva portata a bandire il Partito Comunista Marocchino, la nuova forza politica venne inizialmente ben accolta. La politica negli anni successivi risentì enormemente di queste divisioni, risultando dominata da tre principali forze politiche: l'Istiqlal, guidato da Allal al-Fasi e da Ahmed Balafrej, che rappresentò le antiche élite urbane e che si mantenne in posizioni nazional-conservatrici, il Movimento Popolare, che rappresentò gli interessi delle fazioni tribali rurali berbere, e l'Unione Nazionale delle Forze Popolari, in rappresentanza della sinistra attiva nelle zone urbane. Il primo ministro Abdallah Ibrahim, nominato nel dicembre 1958 e succeduto a Balafrej, aderì all'Unione Nazionale delle Forze Popolari, divenendone uno dei principali rappresentanti; la crescente popolarità e le posizioni radicali del suo partito convinsero il re Muhammad V a dimetterlo dalla sua carica nel maggio 1960. Il potere esecutivo venne assunto direttamente dalla famiglia reale, che lo detenne fino al 1963.

### Il regno di Hasan II

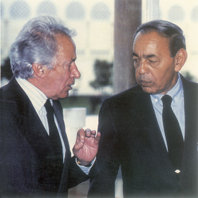
Hasan II insieme al suo consigliere Ahmed Reda Guedira, 1990

Hasan II, succeduto al padre Muhammad V nel marzo 1961, fece adottare nel dicembre 1962 una costituzione che confermò un sistema multipartitico. La nuova costituzione stabilì un parlamento bicamerale composto da una Camera dei rappresentanti, i cui membri sarebbero stati eletti attraverso il suffragio universale, e da una Camera dei consiglieri, i membri dei quali sarebbero stati eletti da una serie di collegi elettorali, composti a loro volta da esponenti delle assemblee provinciali e comunali o di varie corporazioni e sindacati. Il sovrano si impegnò a continuare il processo di diversificazione della composizione della classe politica, fino ad allora dominata dai borghesi fassi dell'Istiqlal; per fronteggiare questi ultimi, Ahmed Reda Guedira fondò il Fronte per la Difesa delle Istituzioni Costituzionali, che vinse le elezioni parlamentari del 1963. Nel novembre 1963 venne nominato primo ministro Ahmed Bahnini.
Le divisioni politiche favorirono l'emergere di notabili in molti dei partiti politici, che si assicuravano i propri interessi in cambio della fedeltà al sovrano, e di indipendenti che competevano per i ruoli nell'amministrazione. Molti dei partiti divennero reti organizzative clientelari che riunivano notabili locali in cerca di opportunità e di favori economici. Il supporto ai partiti, soprattutto nelle campagne, non veniva costruito attraverso appelli pubblici all'elettorato, ma si sosteneva attraverso il sostegno ai notabili da parte delle proprie comunità. Questo sistema avrebbe poi favorito la comparsa di una moltitudine di partiti politici di fatto senza punti di riferimento ideologici, uniti nel loro sostegno al palazzo reale, tra i quali il Raggruppamento Nazionale degli Indipendenti e l'Unione Costituzionale. La frammentazione politica venne incoraggiata in particolare dal ministro dell'interno Driss Basri.

#### Gli anni di piombo
Il regno di Hasan II fu caratterizzato da una soppressione delle libertà civili, con sparizioni e assassinii politici a danno dei dissidenti e con violente repressioni delle rivolte, in quelli che furono definiti gli "anni di piombo". L'Unione Nazionale delle Forze Popolari contestò la riforma costituzionale del 1962. Tra il 1963 e il 1964 centinaia di attivisti di sinistra furono arrestati; le crescenti repressioni da parte dello Stato generarono un clima di sfiducia da parte di vaste aree della società nei confronti del parlamento. Le tensioni precipitarono nel marzo 1965, quando a Casablanca scoppiarono violente proteste, partecipate dagli studenti e dagli strati più bassi della popolazione.
Nel marzo 1965 Hasan II, di fronte alle tensioni e all'incremento delle attività di opposizione politica sospese la costituzione e sciolse il parlamento, dichiarando lo Stato d'eccezione, nell'ambito del quale governò il Paese direttamente per i successivi cinque anni. I dirigenti del ministero dell'interno e gli ufficiali dell'esercito, reclutati in particolare tra le tribù berbere, furono i principali beneficiari della distribuzione del potere politico ed economico dopo la dissoluzione del parlamento nel 1965. Nell'ottobre 1965 a Parigi, su ordine del generale Mohamed Oufkir, fedele collaboratore del re, venne sequestrato e assassinato Mehdi Ben Barka. Nel 1970 il re fece adottare una nuova costituzione, approvata da un referendum col 98,7% di voti favorevoli, che stabilì un parlamento unicamerale e un sistema elettorale che favorì il palazzo reale a scapito dei partiti politici. Le elezioni parlamentari del 1970 furono boicottate dai partiti di opposizione, in particolare dall'Unione Nazionale delle Forze Popolari e dall'Istiqlal, unitisi nella Kutla; il sistema elettorale favorì la formazione di un parlamento composto da personaità per la stragrande maggioranza leali al palazzo reale, per la maggior parte indipendenti o membri del Movimento Popolare. Nel 1970 attivisti del Partito della Liberazione e del Socialismo, guidati da Abraham Serfaty e Abdellatif Laabi, confluirono in Ila al-Amam e nel Movimento del 23 marzo, gruppi radicali volti a organizzare la lotta armata in opposizione al regime.
La monarchia fu sconvolta da due colpi di Stato da parte delle forze armate nel 1971 e nel 1972. Il primo colpo di Stato, attuato il 10 luglio 1971, coinvolse 1400 cadetti della scuola militare di Ahermoumou, che attaccarono la residenza reale di Skhirat in occasione del compleanno del sovrano, uccidendo circa 60 invitati e ferendone centinaia. L'operazione fallì e il generale Oufkir riprese il controllo della situazione. L'anno seguente lo stesso generale Oufkir mise in atto un colpo di mano: il 16 agosto 1972 il jet personale del re venne attaccato da un caccia, ma il re riuscì a sopravvivere. Il re sopravvisse a un secondo attacco aereo al suo palazzo a Rabat, che uccise 10 persone e ne ferì 45. L'operazione fu sostenuta da una fazione dell'Unione Nazionale delle Forze Popolari. I due colpi di Stato portarono il re a individuare il dominio dell'esercito da parte di personalità berbere come un problema. Questo portò a un riavvicinamento tra la monarchia e i nazionalisti.
Nel marzo 1972 un referendum approvò una terza costituzione, la quale garantiva un maggiore pluralismo in politica ed elezioni ogni sei anni e stabiliva un parlamento unicamerale costituito per due terzi da rappresentanti eletti attraverso il suffragio universale e un terzo nominati da organizzazioni riconosciute dal governo. Il re deteneva il potere di nomina dei ministri e un ruolo significativo negli affari legislativi e giuridici. L'intervento dello Stato in ambito economico ristabilì i rapporti clientelari tra il palazzo reale e le élite urbane e rurali. Il re si impegnò a ridurre e limitare il dominio dell'esercito da parte dei berberi, invitando i giovani dell'antica borghesia di Fès a intraprendere la carriera militare. Il ministero della difesa nazionale venne abolito e il controllo dell'esercito fu sottoposto direttamente al sovrano. Nel 1973 le attività di opposizione delle organizzazioni di estrema sinistra provocarono una dura reazione da parte delle autorità, che sciolsero le organizzazioni studentesche dell'Unione Nazionale degli Studenti Marocchini e dell'Unione Nazionale delle Forze Popolari e processando svariati attivisti a Casablanca e a Kenitra. Numerosi oppositori vennero reclusi nella prigione di Tazmamart, che divenne uno dei simboli degli anni di piombo.
Hasan II lottò per mantenere il dominio del Paese di fronte a opposti movimenti politici. Di fronte ai partiti sostenuti dalla classe medio-alta urbana, considerati inefficienti ed elitari, il sovrano oppose una politica che combinò una collaborazione con una vasta rete di alleanze rurali e tribali con un nazionalismo volto a realizzare il "Grande Marocco". Gran parte delle componenti popolari identificarono la monarchia come la massima autorità legittima e simbolo dell'unità nazionale. La monarchia adottò una politica nazionalista per rinvigorire il consenso, marocchinizzando l'economia, arabizzando il sistema educativo e affermando la rivendicazione del Sahara Occidentale, relativamente alla quale organizzò la Marcia verde, che coinvolse centinaia di migliaia di partecipanti e attraverso la quale costrinse la Spagna ad abbandonare la regione. La Marcia verde contribuì a rinvigorire il supporto popolare alla monarchia.
In occasione della Marcia verde comparvero nuovi partiti, tra i quali l'Unione Socialista delle Forze Popolari, fondata nel 1974 da Abderrahim Bouabid da una scissione dell'Unione Nazionale delle Forze Popolari, e il Partito del Progresso e del Socialismo, fondato nel 1974 da Ali Yata sulle ceneri del disciolto Partito Comunista Marocchino; in seguito a una vasta retorica patriottica seguente la guerra del Sahara Occidentale, questi ultimi due partiti, insieme all'Istiqlal, accettarono l'autorità del re come Amir al-Mu'minin ("Comandante dei credenti"). In occasione delle elezioni parlamentari del 1977 i distretti elettorali furono ridisegnati, favorendo di fatto candidati indipendenti leali al palazzo reale. Hasan II invitò tutti i partiti a unirsi al governo; l'invito venne accolto dall'Istiqlal e dal Movimento Popolare, mentre venne declinato dall'Unione Socialista delle Forze Popolari. Molti degli indipendenti in parlamento diedero vita nel 1978 al Raggruppamento Nazionale degli Indipendenti. Nel 1980, attraverso due referendum, la legislatura venne incrementata da quattro a sei anni.
Negli ultimi anni del suo regno Hasan II intraprese una politica di graduale liberalizzazione politica, definita "democrazia omeopatica", che pose fine a molti degli abusi dei diritti umani e che favorì un'espansione delle organizzazioni della società civile. Nel 1992 e nel 1996 vennero effettuate modifiche alla costituzione e nello stesso periodo venne avviata un'apertura ai partiti di opposizione, in modo da ampliare il consenso alla monarchia in vista dell'ascesa al trono del figlio Muhammad e per ridurre le tensioni sociali causate dall'adesione marocchina alla guerra del Golfo. La politica di liberalizzazione politica fu volta anche al miglioramento dell'immagine del Paese in Occidente, in modo da facilitare il sostegno di questo alle sue rivendicazioni sul Sahara Occidentale. Nel 1992 l'Unione Socialista delle Forze Popolari, l'Istiqlal e alcuni partiti di sinistra si unirono nella Kutla, conquistando buoni risultati alle elezioni parlamentari del 1993 e a quelle del 1997, unendosi al governo nel 1998; Abderrahmane Youssoufi, dissidente incarcerato dal re negli anni 1960 e condannato a morte in absentia negli anni 1970, venne nominato primo ministro.

### Il regno di Muhammad VI
La figura del principe ereditario Muhammad generò tra i circoli liberali speranze di riforme maggiori che portassero il Paese a divenire una monarchia costituzionale sulla scia di quanto avvenuto in Spagna con Juan Carlos I. Muhammad succedette al padre nel luglio 1999. Il sovrano espresse chiaramente la volontà di mantenere il ruolo di simbolo nazionale e di arbitro tra le diverse forze politiche e sociali. Il nuovo sovrano si impegnò nel costruire una figura di re più vicino alle componenti popolari rispetto alla figura autoritaria del padre, impegnandosi in iniziative per modernizzare il paese, e dimise il ministro dell'interno Driss Basri, principale responsabile della frammentazione partitica nei decenni precedenti. Muhammad VI implementò politiche e riforme favorevoli alle istanze dei liberali, come la Mudawwana, che costituì una riforma nell'ambito del diritto della famiglia che portò a una maggiore equità tra gli uomini e le donne. D'altra parte, la reazione da parte delle forze dell'ordine in seguito agli attentati di Casablanca del 2003 e l'incarcerazione di vari attivisti sahrawi misero in discussione l'impegno delle autorità in favore dei diritti umani. Muhammad VI favorì il processo di diversificazione della classe politica, tradizionalmente dominata dai fassi, portando a un sempre maggiore dominio della classe imprenditoriale berbera con sede a Casablanca. Nei primi anni 2000, mentre il governo era guidato dall'Istiqlal, cominciò a emergere nell'ambito dell'opposizione il Partito della Giustizia e dello Sviluppo, dominato da islamisti moderati, che cominciò a riscuotere importanti consensi elettorali a partire dal 2002.

#### La primavera araba e la riforma costituzionale

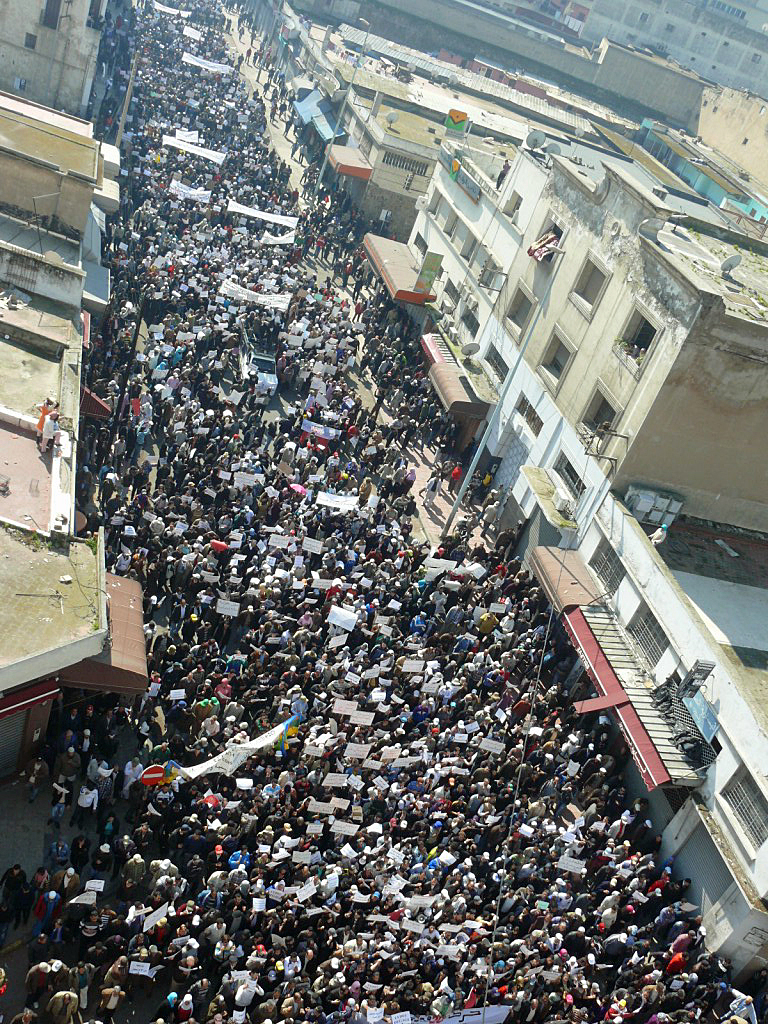
Manifestazione a Casablanca nell'ambito delle proteste del 2011-2012, 20 marzo 2011

Nell'ambito della primavera araba una serie di proteste sconvolse il Marocco tra il 2011 e il 2012. Le proteste non raggiunsero livelli critici come accaduto in molti altri Paesi arabi e le autorità reagirono venendo incontro alle istanze dei manifestanti, aumentando i sussidi statali e i salari dei dipendenti pubblici e promettendo una revisione costituzionale. Nell'ambito delle proteste l'opposizione fu contraddistinta da una vasta gamma eterogenea di gruppi politici. Le divisioni ideologiche vennero messe in secondo piano di fronte al confronto con la monarchia e col makhzen. Il discorso del re del re tenutosi il 9 marzo 2011 venne rifiutato dalle forze di opposizione più radicali, in particolare dal movimento islamico Giustizia e Carità e dall'estrema sinistra guidata dalla Via Democratica, che iniziarono a collaborare in seno al Movimento del 20 febbraio. L'opposizione radicale obiettava l'accettazione di riforme dall'alto e rivendicava riforme radicali del sistema politico attraverso il trasferimento dell'autorità del re a un'assemblea costituente eletta o attraverso rivolte popolari e la disobbedienza civile.
L'opposizione radicale si rifiutò di sostenere una petizione firmata da 166 intellettuali e politici, considerata un limite alle aspirazioni popolari. La forza numerica e organizzativa di Giustizia e Carità costituì la spina dorsale del Movimento del 20 febbraio. Giustizia e Carità favorì la vicinanza e dette molto spazio agli attivisti laici in seno al Movimento del 20 febbraio per prevenire la repressione del governo, mantenendo però una forte presenza a livello locale. Nel mese di dicembre Giustizia e Carità si ritirò dal movimento, sia a causa di attriti con le componenti laiche, sia per timore di attirare le attenzioni e conseguenti repressioni da parte delle autorità. Il processo di riforma costituzionale venne rifiutato categoricamente dall'opposizione radicale che lo vedeva come un'occasione per assorbire il malcontento popolare, criticando il dominio nel processo da parte del palazzo reale, implicato nella nomina dei membri del comitato incaricato di scrivere la nuova costituzione, emarginando il parlamento e il governo, e che stabiliva confini e limiti negli emendamenti.
La nuova costituzione venne approvata dal referendum costituzionale del 2011 col 98,5% dei voti favorevoli, con un'affluenza del 73%. La costituzione introdusse novità atte a modernizzare la politica nazionale, tra le quali il riconoscimento della lingua berbera, mentre mantenne intatte le prerogative della casa reale.

## Politica interna

### Ruolo della religione in politica

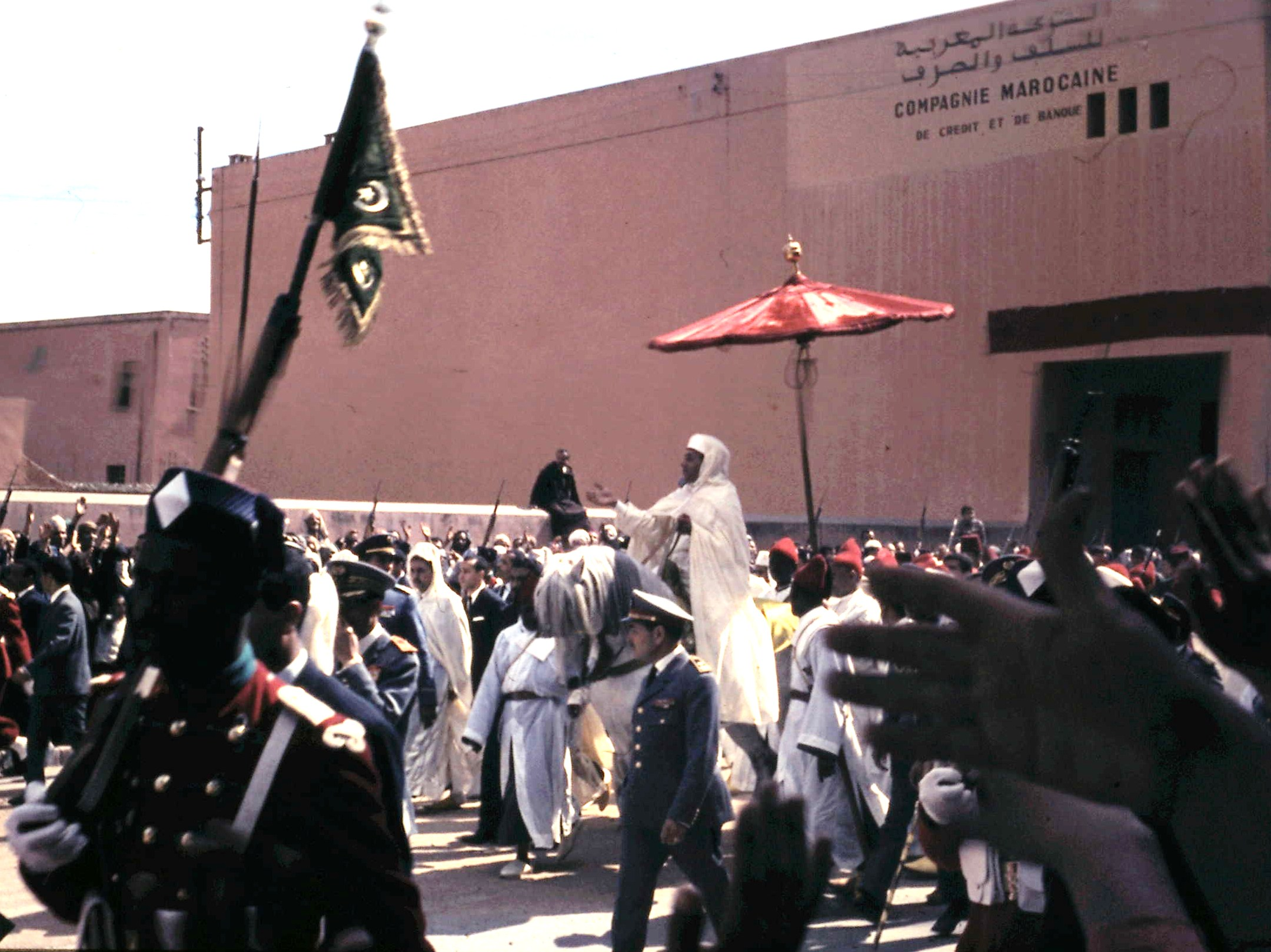
Re Hasan II si dirige alla preghiera del venerdì, febbraio 1966

L'ambiente religioso è composto da tre principali aree. La prima è costituita dalla tradizionale élite religiosa che fa riferimento al sufismo e a elementi dell'Islam folcloristico, come il marabuttismo, e che ha storicamente legittimato l'autorità monarchica. Questa forma di Islam è istituzionalizzata e sostenuta dallo Stato. Il secondo elemento dell'ambiente religioso è costituito dalle autorità religiose e dai vari organi statali che sostengono l'autorità religiosa del monarca. La terza area è costituita da varie correnti minoritarie e indipendenti accomunate da un impegno più forte in ambito politico e sociale, tra le quali i salafiti. La monarchia è tradizionalmente legittimata dal suo lignaggio sceriffiano che fa riferimento alla discendenza della casa reale dal profeta Maometto. Le moschee sono controllate dallo Stato, che attraverso di esse consacra la visione statale dell'Islam e l'autorità religiosa del monarca come Amir al-Mu'minin ("Comandante dei credenti"), tradizionalmente sostenuta da accordi di bayʿa. La costituzione del 1962 dichiarò la sacralità e l'inviolabilità della figura del re e identificò il motto nazionale come Dio, Patria, Re.
Secondo la tradizione popolare, la famiglia reale, in virtù del suo lignaggio, sarebbe provista della baraka, che avrebbe ad esempio protetto re Hasan II durante i due colpi di Stato che dovette affrontare nel 1971 e nel 1972. Muhammad VI, soprattutto in seguito agli attentati di Casablanca del 2003, si impegnò a promuovere l'Islam nelle sue tradizioni locali, ossia la giurisprudenza malikita, la teologia asharita e il sufismo junaydita, in opposizione alle interpretazioni wahhabite e jihadite. La costituzione marocchina stabilisce che l'Islam è la religione di Stato, ma di fatto essa costituisce più un sistema di credenze che una fonte legislativa. Il titolo di Amir al-Mu'minin conferito al sovrano viene riconosciuto anche dalla comunità ebraica marocchina, soprattutto da quando il sultano Muhammad V la protesse dalle iniziative antisemite della Francia di Vichy. L'autorità spirituale del sovrano è riconosciuta anche da alcuni membri della comunità cristiana marocchina, costituita per la gran parte da locali convertiti.

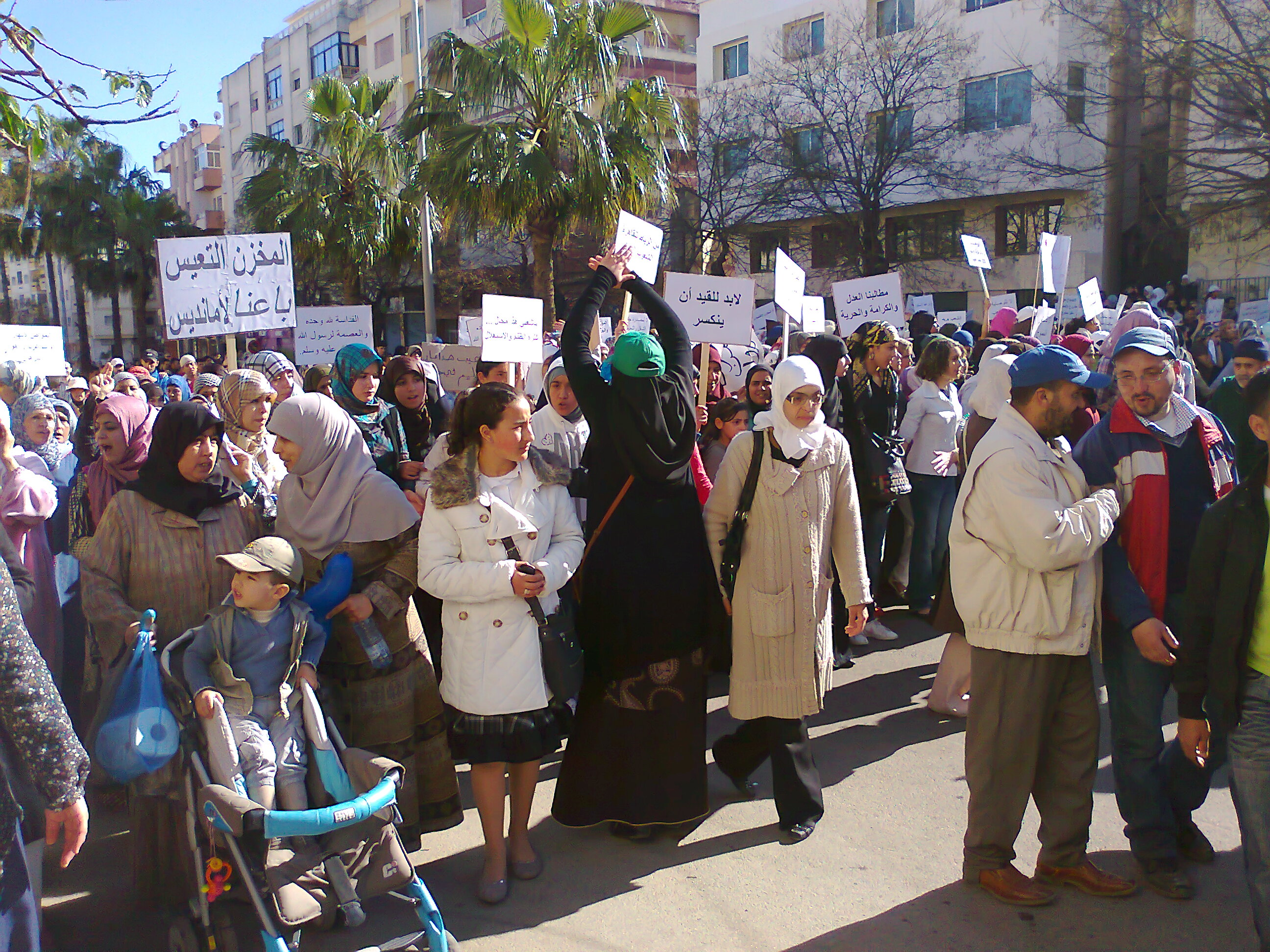
Membri di Giustizia e Carità manifestano a Tangeri, 20 marzo 2011

L'islamismo comparve per la prima volta nell'arena politica nel 1969, quando Abdelkrim Mouti fondò il gruppo al-Shabiba al-Islamiyya; gli islamisti vennero inizialmente accolti dalla monarchia, come opposizione alla sinistra. Le forze politiche islamiste cominciarono a riscuotere popolarità a partire dagli anni 1970, in un più ampio contesto di riscoperta della religione che coinvolgeva anche il resto del mondo islamico. Gli islamisti trassero gran parte del loro supporto dalle vaste masse popolari da poco migrate dalle campagne verso le grandi città, come Casablanca, Salé e Tangeri. L'esodo rurale aveva incrementato la popolazione urbana dal 20% della popolazione marocchina negli anni 1950 a più del 50% negli anni 1990. Uno dei principali movimenti islamisti a emergere fu Giustizia e Carità, fondato da Abdesslam Yassine. Il movimento trasse le sue forze dalla moltitudine di confraternite sufi attive nel Paese. I nuovi movimenti islamisti, indipendenti dalle autorità statali, cominciarono a rappresentare una delle maggiori preoccupazioni per la monarchia, in particolare a partire dal 1975, quando al-Shabiba al-Islamiyya assassinò l'attivista di sinistra Omar Benjelloun, evento che portò al bando dell'organizzazione.
A differenza di quanto avvenuto nelle vicine Algeria e Tunisia, la natura pluralistica dell'ambiente religioso islamico marocchino e la forte presenza delle pratiche sufi nella società prevenne la formazione di un blocco politico unitario o di organizzazioni estremiste tra gli islamisti. La compattezza delle istituzioni e lo sviluppo di un efficiente sistema di sicurezza, supervisionato da re Hasan II nel corso degli anni 1960 e 1970 in un'ottica di opposizione all'estrema sinistra, riuscì a fronteggiare efficacemente gli islamisti nel corso dei decenni successivi. Maggiori preoccupazioni per la monarchia emersero a partire dagli anni 1990, quando i movimenti islamisti cominciarono a rendersi più visibili. Re Hasan II scelse quindi di percorrere la via della cooptazione, coinvolgendo quegli islamisti disposti a riconoscere l'autorità della monarchia. Uno dei principali movimenti che accolsero l'invito del palazzo reale fu Al-Islah wa At-Tajdid, che confluì nel Movimento Popolare Democratico e Costituzionale, fondato da Abdelkrim al-Khatib, fedele collaboratore del re. I nuovi membri islamisti superarono di numero i vecchi membri nel partito, trasformando il partito in un gruppo islamista, che nel 1998 assunse il nome di Partito della Giustizia e dello Sviluppo. Giustizia e Carità, dopo anni di repressioni, rifiutò invece di collaborare con la monarchia.

#### Rapporto tra forze laiche e islamiste
In Marocco, a differenza di quanto avviene in molti altri Paesi arabi, le forze islamiste e quelle laiche hanno spesso collaborato, sia in ambito governativo, che nell'ambito delle opposizioni. Le alleanze politiche in Marocco a partire dagli ultimi decenni del XX secolo sono state determinate da strategie pragmatiche e interessi concreti, mentre le divisioni ideologiche sono state messe in secondo piano. Il Movimento del 20 febbraio ha unito sia islamisti che progressisti. Sebbene il Movimento del 20 febbraio abbia costituito un'opportunità per un avvicinamento tra gli islamisti e i laici, la collaborazione tra questi ha incontrato alcuni limiti, in particolare nell'estate del 2011, quando gli attivisti laici rifiutarono ogni tipo di retorica religiosa nelle proteste o quando questi ultimi ingaggiarono manifestazioni durante l'orario delle preghiere serali del Ramadan, episodi che contribuirono al ritiro degli islamisti dall'alleanza.

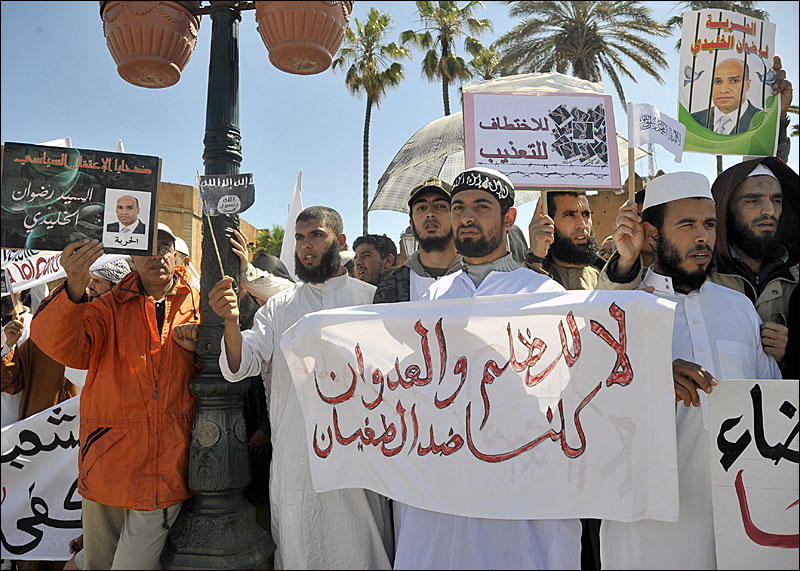
Manifestanti salafiti marciano per la prima volta insieme al Movimento del 20 febbraio, 17 marzo 2011

Storicamente sia gli islamisti che i laici sono stati contraddistinti da una larga e variegata gamma ideologica. I gruppi islamisti variano tra quelli più moderati, che hanno accolto i principi democratici, fino a quelli più radicali, come quelli salafiti. In Marocco i movimenti islamisti più vasti e organizzati sono il moderato Partito della Giustizia e dello Sviluppo e Giustizia e Carità, oltre a una serie di gruppi salafiti di differenti orientamenti. Giustizia e Carità ha mosso forti critiche alla monarchia, motivo per il quale il movimento è oggi fuorilegge. I membri di quest'ultimo movimento, ispirandosi ai principi sufi che promuovono la pazienza e la disciplina, hanno realizzato un solido apparato gerarchico volto ad accogliere le masse per guidarle verso riforme pacifiche che evitino derive radicali. La forza organizzativa e le forti idee hanno costituito forti scudi per il movimento di fronte alla repressione governativa. Il Partito della Giustizia e dello Sviluppo presenta invece affinità ideologiche coi Fratelli Musulmani e ha optato per un percorso graduale e una strategica alleanza con la monarchia per giungere ai suoi obiettivi politici.
I gruppi e gli intellettuali laici sono generalmente accomunati dalla loro opposizione alle forze politiche islamiste, mentre non propugnano generalmente alcun laicismo contrario alle locali tradizioni islamiche. Molti laici hanno storicamente evitato di etichettarsi come tali, in quanto la parola "laico" veniva tendenzialmente associata all'irreligiosità. Molti laici si identificano con interpretazioni personali dell'Islam. A partire dal XXI secolo molti esponenti hanno adottato l'espressione "laico" per esprimere una chiara opposizione all'avanzata degli islamisti in politica. Per gran parte del XX secolo gran parte dei laici si sono identificati nell'estrema sinistra, per poi sposare istanze liberali a partire dal collasso del blocco orientale. I liberali, favoriti dalla monarchia a partire dagli anni 1960 per far fronte all'estrema sinistra, si sono attivati soprattutto in ambito economico per difendere i principi di proprietà privata e di libertà di impresa, mentre hanno limitato i loro impegni relativamente ai diritti civili nella loro condiscendenza col palazzo reale. La monarchia ha tradizionalmente sostenuto partiti laici in opposizione agli islamisti.
Molti degli esponenti politici laici adottarono posizioni elitarie che li estraniarono dalle componenti popolari. Senza una forte base nella società civile, i laici si allearono con la monarchia. Al contrario, gli islamisti costruirono una forte base di sostegno nella società civile, attivandosi nel venire incontro alle esigenze delle fasce più basse della popolazione attraverso la costituzione di una vasta rete di associazioni umanitarie e le loro posizioni conobbero un enorme successo tra i giovani della classe media urbana. I partiti islamisti, in particolare il Partito della Giustizia e dello Sviluppo, in contrasto coi partiti laici, si sono attivati per costituire strutture organizzative con leadership giovani e implementando una cultura improntata alla trasparenza e al dialogo e impegnandosi ad accogliere le donne anche negli organi superiori. Il Partito della Giustizia e dello Sviluppo rappresentava nel 2011 il partito con la più alta percentuale di donne nel parlamento.
Nell'ambito del processo di riforma costituzionale del 2011 sia i partiti islamisti che quelli laici concordarono sul mantenere una clausola che asserisse l'autorità religiosa del re. Da una parte, i partiti islamisti vedevano nella clausola un modo per prevenire che lo Stato divenisse laico, mentre i laici vedevano nell'autorità religiosa del re e nella sua interpretazione tollerante della religione una garanzia per evitare una deriva teocratica nel caso gli islamisti avessero conquistato il potere attraverso le elezioni. Conflitti emersero però relativamente alle libertà individuali e sul ruolo della religione in politica. Il Partito della Giustizia e dello Sviluppo lasciò intendere di volersi astenere dal processo di riforma costituzionale nel caso la costituzione avesse incluso disposizioni ritenute contrarie alla morale religiosa, mentre i partiti laici espressero il sostegno alle libertà individuali, come la libertà di coscienza, le libertà sessuali, l'accesso all'aborto e la precedenza dei trattati internazionali sulle leggi marocchine, anche laddove collidessero col diritto sciaraitico.

### Identità berbera
Storicamente la natura omogenea dal punto di vista religioso del Maghreb ha prevenuto polarizzazioni o conflitti etnici tra le componenti arabe e quelle berbere; le popolazioni rurali si riconoscevano primariamente nell'identità tribale, anziché in quella etnica. Le prime asserzioni dell'identità berbera in Marocco avvennero in occasione del protettorato francese, quando le autorità coloniali presero iniziative per asserire una diversa identità etnica e culturale per le componenti berbere, parallelamente a quanto avvenuto nella vicina Algeria francese, nella quale i colonizzatori elaborarono una visione secondo la quale i berberi sarebbero stati una popolazione di origine europea, superiore razzialmente agli arabi e costretta a convertirsi all'Islam contro la propria volontà. Incoraggiati dagli studi di etnografi quali Édouard Michaux-Bellaire, le autorità coloniali si impegnarono in iniziative volte a formalizzare l'autonomia dei berberi del Bled es-Siba, in modo da favorire una loro alleanza. Nel 1914 venne formalmente riconosciuto il locale diritto consuetudinario e nel 1915 venne conferita alle jamaʿa il potere giudiziario. Iniziative assimilazionistite furono implementate con la fondazione a partire dal 1923 di numerose scuole francofone destinate ai rampolli delle famiglie notabili berbere.

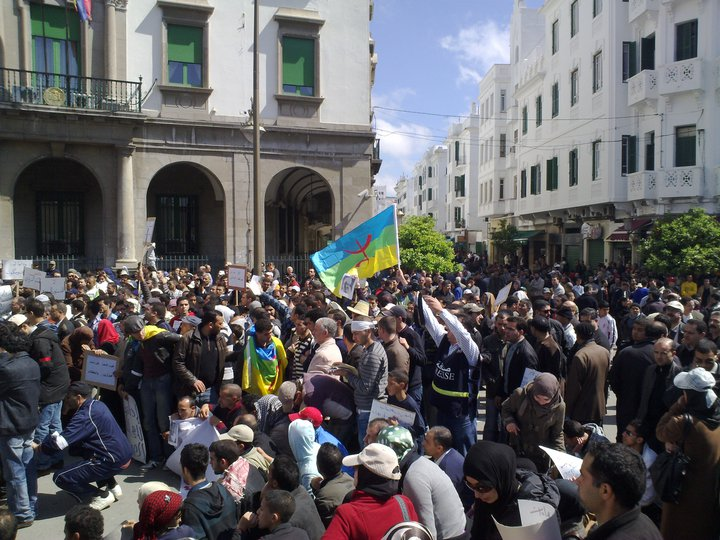
Membri berberisti del Movimento del 20 febbraio manifestano a Casablanca, 20 aprile 2011

Una delle più evidenti manifestazioni della politica coloniale nei confronti dei berberi fu il Dahir berbero del 1930, volto a introdurre nelle regioni berbere il locale diritto tribale al posto di quello sciaraitico. L'adozione del decreto suscitò una reazione nazionalista di grande ampiezza, che interpretò il decreto come un attacco all'identità islamica del Paese e come un'iniziativa di Divide et impera tra berberi e arabi, portando alla generazione dei primi embrioni del movimento nazionalista marocchino. La condiscendenza delle autorità coloniali nei confronti dei berberi non dette però i suoi frutti; le principali rivolte contro il potere coloniale in Marocco, così come nella vicina Algeria, avvennero principalmente nelle regioni berbere già prima degli anni 1930, come nell'ambito della conquista francese del Marocco o della guerra del Rif, e molti tra i principali attivisti dei movimenti indipendentisti furono berberi.
Le prime vere spaccature politiche tra le componenti arabe e quelle berbere si generarono a partire dagli anni 1950, quando il movimento nazionalista adottò una politica atta ad asserire un'identità esclusivamente araba. L'Istiqlal rimase legato in gran parte alle antiche élite borghesi di lingua araba di città come Fès e Rabat, attirando pochi attivisti berberi dalle campagne. La collaborazione dei capi tribali berberi con le autorità coloniali comportò una reazione dell'Istiqlal volta a sradicare la classe notabile berbera, che portò le tradizionali opposizioni tra mondo urbano e rurale a divenire progressivamente opposizioni tra componente araba e berbera. In seguito all'indipendenza il palazzo reale, per opporsi alle sfide e alle ambizioni dell'Istiqlal, si alleò con la classe notabile rurale berbera, la quale confluì nel Movimento Popolare e che conquistò posizioni strategiche negli apparati ministeriali e nell'esercito. Questa alleanza strategica non comportò però una coscienza identitaria berbera da parte dello Stato marocchino. A partire dagli anni 1960 il governo cominciò a introdurre le prime iniziative di arabizzazione. A differenza di quanto avveniva però nella vicina Algeria, lo Stato marocchino non espresse un'eccessiva ostilità verso l'identità berbera, in quanto i nazionalisti arabi erano concentrati in gran parte nell'Istiqlal, escluso dal potere.
La riscoperta dell'identità berbera emerse a partire dagli anni 1960 e 1970 principalmente in Algeria. Lo scoppio della primavera berbera in Cabilia nel 1980 accelerò il risveglio identitario berberista anche in Marocco. Tra le associazioni berberiste emerse tra gli anni 1960 e 1970 si distinsero in particolare l'AMREC e Tamaynut. Le autorità, di fronte alle nascenti iniziative berberiste, delle quali temevano derive politiche, reagirono reprimendone gli esponenti; vari attivisti, quali Ali Sidqi Azaykou, Hassan Idbelkassem e Ouzzin Aherdane, furono arrestati. Solo a partire dagli anni 1990, similmente a quanto avvenne in Algeria, vennero effettuate le prime concessioni al movimento berberista, nell'ambito di un processo di riforme volto a democratizzare il Paese e in un'ottica di maggiore opposizione alle forze islamiste. Nell'agosto 1991 sei associazioni culturali berbere redassero la Carta di Agadir, che chiedeva il riconoscimento ufficiale della lingua berbera e la sua integrazione in campo educativo e mediatico. L'iniziativa accelerò il risveglio identitario berbero, che portò alla nascita di molte associazioni culturali che si raccolsero nel Movimento Culturale Amazigh e che crearono un comitato nazionale nel 1994.
La diffidenza del governo si concretizzò il 1º maggio 1994 a Goulmima con l'arresto di sette attivisti dell'associazione Tilelli che avevano esposto striscioni in caratteri neo-tifinagh e manifestato per il riconoscimento della lingua berbera. Diciassette giorni dopo quattro degli attivisti vennero rilasciati, mentre gli altri tre vennero giudicati colpevoli per aver attentato all'integrità dello Stato. L'evento generò una vasta mobilitazione in Marocco, in Francia e in Cabilia da parte del movimento berberista e degli attivisti per i diritti umani e oltre 400 avvocati si offrirono per difendere gli attivisti, che vennero rilasciati. Il governo decise di offrire maggiori concessioni: il primo ministro Abdellatif Filali annunciò il 14 giugno 1994 l'inclusione di trasmissioni in berbero nelle reti televisive nazionali, mentre re Hasan II promise nel suo discorso del 20 agosto dello stesso anno di includere il berbero nel sistema educativo. Il palazzo reale tramite queste iniziative volle prevenire una deriva radicale del movimento, che non veniva comunque percepito come un pericolo, a differenza delle forze islamiste, che nella vicina Algeria avevano vinto le elezioni, le quali avevano provocato la guerra civile. Negli anni seguenti, lo Stato non si impegnò a prendere iniziative concrete in relazione alla questione berbera. Un decreto adottato nel novembre 1996 interdì ai genitori di adottare prenomi berberi per i loro figli e molti attivisti lamentarono la sempre più ampia arabizzazione dei toponimi locali.

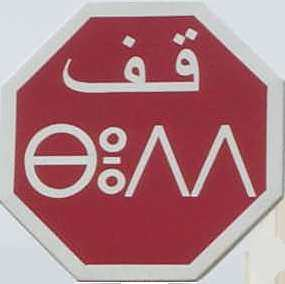
Segnale di STOP in arabo e berbero (in caratteri neo-tifinagh) adottato dal consiglio municipale di Nador il 29 aprile 2003 e rimosso poco dopo dalle autorità governative

In seguito alla sua ascesa al trono nel luglio 1999 Muhammad VI decise di costruire una figura di re più accessibile da parte delle componenti popolari e nell'ambito di questa politica venne incontro alla componente berberista. Nel mese di ottobre il re visitò la regione berbera del Rif, una delle più marginalizzate del Paese, e rese omaggio alla figura di Abdelkrim el-Khattabi, popolare tra i giovani berberi e mai completamente accolto dai nazionalisti arabofoni. Il Manifesto berbero, redatto nel marzo 2000 da Mohamed Chafik, raccolse le rivendicazioni del movimento berberista e condannò i decenni di repressioni culturali da parte dei nazionalisti arabi di Fès. Il manifesto ottenne l'appoggio di oltre 200 associazioni. Lo scoppio in Cabilia della primavera nera nel 2001 generò in Marocco rivendicazioni di riforme sostanziali che prendessero in seria considerazione il riconoscimento ufficiale della lingua berbera. Alcuni attivisti, tra i quali Rachid Raha, esponente del Congresso mondiale amazigh, presero in considerazione la costituzione di un partito politico dedicato alle istanze berberiste. Il 23 luglio 2001, nel secondo anniversario della sua ascesa al trono, Muhammad VI annunciò la fondazione dell'IRCAM, ente governativo che sarebbe stato incaricato della salvaguardia e della promozione della lingua e della cultura berbera. Con questa iniziativa lo Stato volle ristabilire l'identità nazionale e prevenire una deriva politica del movimento berberista, come era accaduto in Cabilia, e che nel Rif aveva cominciato ad adottare retoriche contro l'autorità dello Stato.
L'accoglimento da parte dello Stato delle istanze berberiste fu però solamente parziale; nel 2003 a Nador il ministero dell'interno invalidò la decisione del consiglio municipale di adottare segnali di STOP bilingui in arabo e berbero, mentre la legge sui nomi continuò a rimanere valida. I berberisti più radicali non accolsero positivamente la fondazione dell'IRCAM, vista come null'altro che un atto simbolico, e additarono come traditori gli attivisti che si unirono all'ente; l'adozione da parte dell'IRCAM dell'alfabeto neo-tifinagh al posto di quello latino fu alla base di un'ampia controversia. Nel 2004 vennero arrestati svariati studenti berberisti dell'Università di Agadir che stavano celebrando l'anniversario della primavera berbera e nel 2008 un tribunale di Ouarzazate comminò a dieci attivisti un totale di 34 anni di carcere. Nel 2005 sette membri del consiglio di amministrazione dell'IRCAM dettero le dimissioni, citando l'inefficienza dell'ente nell'avanzare le istanze berberiste. Lo stesso anno Ahmed Adghirni fondò il Partito Democratico Amazigh Marocchino, che venne dichiarato illegale dalle autorità.
Nell'ambito delle proteste scoppiate tra il 2011 e il 2012 gli attivisti berberisti si resero particolarmente attivi e visibili nelle dimostrazioni e le loro richieste vennero accolte dal Movimento del 20 febbraio. La lingua berbera venne riconosciuta come lingua ufficiale a fianco alla lingua araba nella nuova costituzione approvata dal referendum costituzionale del 2011.

### Diritti umani
Muhammad VI in seguito alla sua ascesa al trono avviò iniziative per migliorare i diritti umani nel Paese. Nell'agosto 1999 annunciò la fondazione dell'Instance d'Arbitrage Indépendante (IAI), commissione incaricata di compensare le vittime di detenzione arbitraria; a questi successe il Instance Equité et Réconciliation (IER), fondato nel gennaio 2004 e con l'obiettivo di investigare i casi di abuso dello Stato avvenuti tra il 1956 e il 1999. I poteri dello IER furono tuttavia limitati, dal momento che non poté perseguire i responsabili delle violazioni individuate.

#### Libertà di stampa

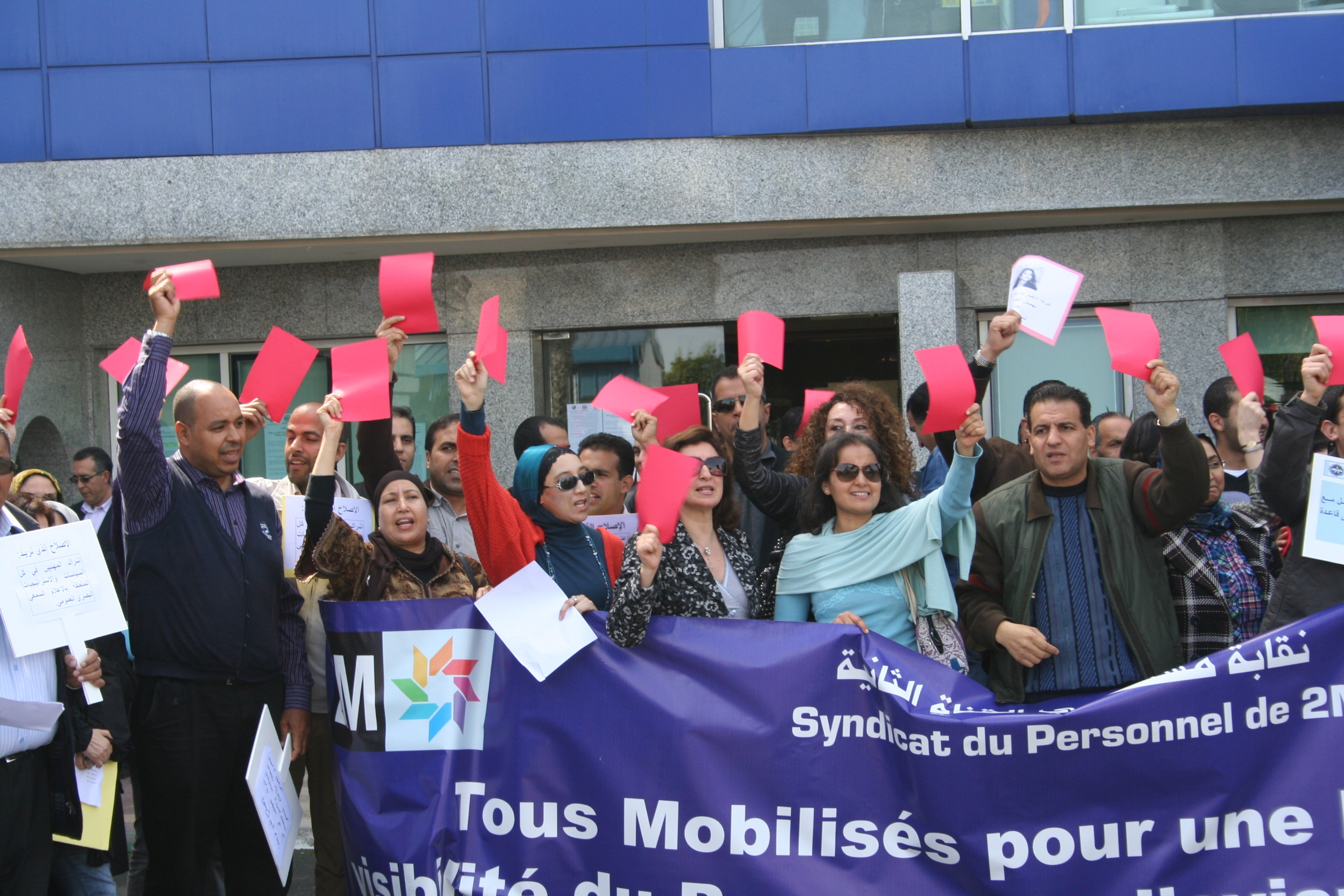
Dipendenti della 2M manifestano contro la censura, 25 marzo 2011

Con l'ascesa al trono di Muhammad VI, varie agenzie, tra le quali Reporter senza frontiere, confermarono il miglioramento della libertà di stampa rispetto ai tempi del regno di Hasan II. La libertà di stampa risulta essere maggiormente garantita nelle grandi città come Casablanca e Rabat, mentre nelle campagne viene soggetta a restrizioni dal makhzen. Tuttavia, vi sono vaste limitazioni alla lesione della persona del re. Varie testate giornalistiche francofone progressiste sono state infatti sottoposte a varie censure, in particolare Le Journal, Demain e TelQuel; le prime due vennero costrette a chiudere. Relativamente a Demain il direttore Ali Lmrabet venne più volte processato, poi multato o incarcerato per aver denigrato le autorità e la monarchia nei suoi articoli. TelQuel venne coinvolta in vari scandali nazionali nel 2006, quando in un articolo vennero citate barzellette che sembrarono offendere la sensibilità religiosa, nel 2007, quando in un articolo il direttore Ahmed Benchemsi sembrò denigrare il sovrano, e nel 2009, quando la testata condusse un sondaggio per verificare l'indice di gradimento del re tra i lettori. Negli ultimi due casi le autorità reagirono aggressivamente attaccando la sede del giornale e sequestrando decine di migliaia di copie.

## Politica economica

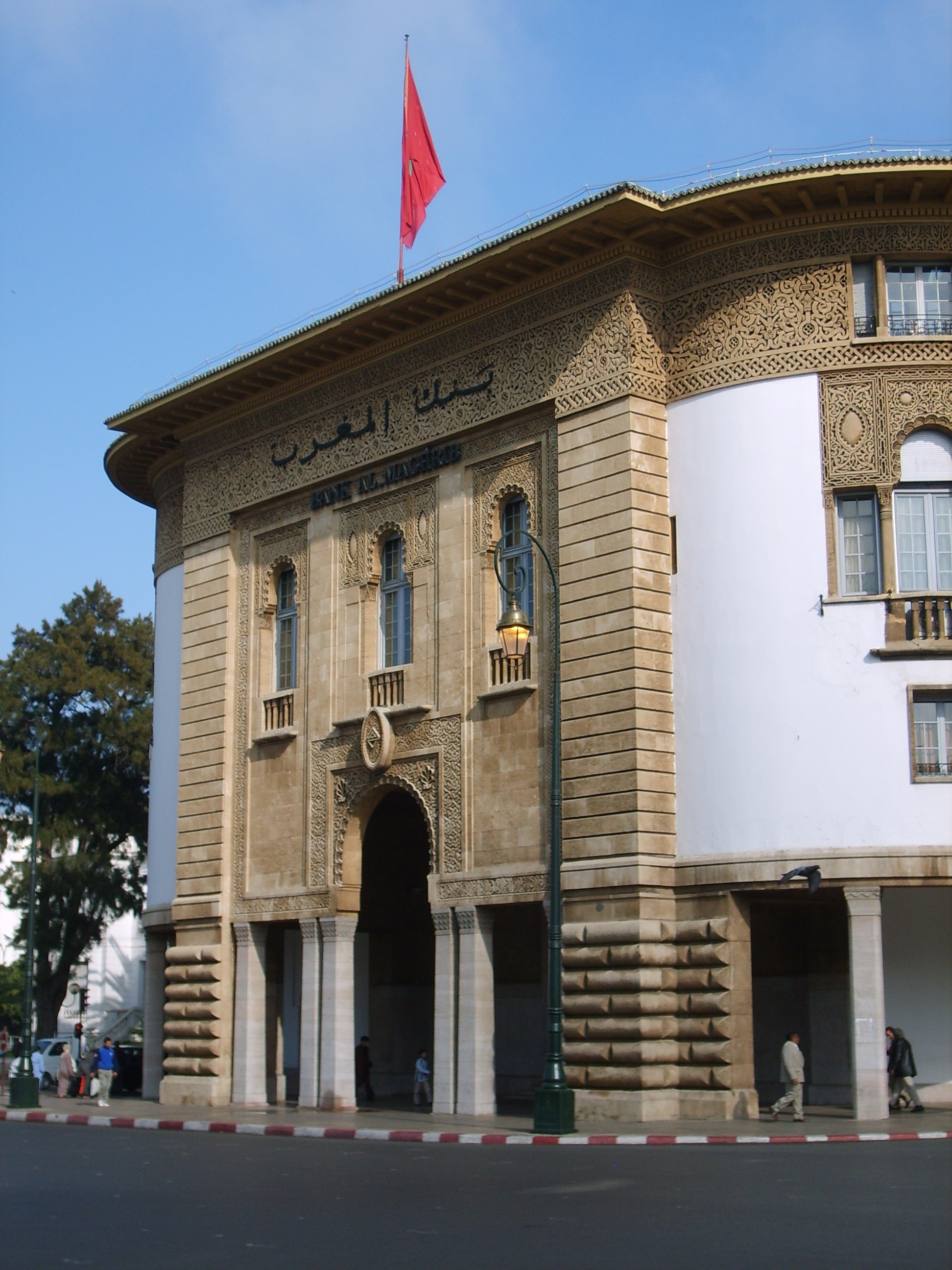
La sede di Bank Al-Maghrib a Rabat

Nel processo di transizione nell'ambito dell'indipendenza le strutture economiche realizzate nel periodo del protettorato si mantennero intatte. Grandi compagnie parastatali continuarono a controllare l'economia, mentre la politica coloniale aveva favorito la formazione di un ceto imprenditoriale di origine locale stabilitosi in larga parte a Casablanca, generando un'economia mista.
Alla fine dal 1957 venne lanciata una campagna di modernizzazione del settore agricolo, volta a introdurre un'ampia meccanicizzazione e fertilizzazione dei terreni. Malgrado si assistette a un iniziale incremento dei raccolti, il piano venne accantonato dopo alcuni anni, dal momento che i sempre più bassi risultati scoraggiarono i contadini e i piccoli proprietari terrieri a prendervi parte. Il progetto fu avversato in particolare dai medi e grandi proprietari terrieri, timorosi di possibili nazionalizzazioni. Piani di ridistribuzione dei terreni furono abbandonati dopo la conquista degli apparati ministeriali da parte del Movimento Popolare, dominato in larga parte dai latifondisti, alleati e sostenitori del palazzo reale. Il piano quinquennale di industrializzazione e riforma agraria avviato nel 1960 dal governo a tendenza socialista di Abdallah Ibrahim venne sospeso dopo appena sei mesi.
Lo Stato marocchino espropriò nel 1963 250000 ettari di terreno ai francesi, consegnandoli principalmente ai latifondisti. 400000 ettari di terreno vennero poi acquisiti privatamente dai latifondisti prima che lo Stato ne potesse prendere possesso. Re Hasan II dette particolare importanza all'irrigazione, avviando la costruzione di numerose dighe. La politica di laissez-faire favorì l'accentramento di vaste proprietà terriere nelle mani di pochi latifondisti e malgrado l'impegno dello Stato nell'irrigare i terreni attraverso le dighe, la produttività agricola non incrementò e la disponibilità di cereali nel Paese dovette essere soddisfatta attraverso le importazioni, dal momento che i progetti di irrigazione furono indirizzati soprattutto alla produzione di frutti destinati all'esportazione, in particolare degli agrumi. L'esportazione delle arance e dei pomodori marocchini subì poi un repentino crollo nel 1986, in seguito all'adesione di Portogallo e Spagna alla Comunità economica europea. La gestione dell'economia agricola da parte dello Stato marocchino non fu in grado di garantire una piena occupazione lavorativa alle popolazioni rurali e molti giovani dovettero emigrare nelle città o in Europa occidentale.
Negli anni 1970 l'economia marocchina non aveva ancora raggiunto una piena indipendenza dai francesi, data l'assenza di un solido ceto imprenditoriale marocchino. Aldilà di alcune famiglie borghesi fassi, come i Kabbaj, i Nejjai, i Gueddari e i Bekkai, gran parte dell'economia rimaneva controllata da agenti esteri, come la Banque de Paris et des Pays-Bas, che attraverso l'Omnium Nord Africain controllava oltre 50 compagnie marocchine attive nei campi più svariati, dal turismo ai trasporti, dalle estrazioni minerarie alle costruzioni. Un sondaggio effettuato nel 1970 su 160 imprese industriali private rilevò che solo il 13% dei direttori erano marocchini e circa 1500 posti pubblici ogni 6000 erano occupati dagli stranieri, che dominavano in particolare i settori dell'ingegneria, dell'educazione e della medicina. La politica nazionalista di marocchinizzazione attuata dalla monarchia a partire dai primi anni 1970 portò la borghesia marocchina ad assumere un ruolo più assertivo nell'economia; questo processo non coinvolse solamente l'antica borghesia tradizionale, ma anche un cospicuo gruppo di imprenditori berberi di Casablanca originari del Sous, attivi nella vendita al dettaglio e nel settore alberghiero. Lo Stato acquisì oltre 1500 compagnie. Queste iniziative rinvigorirono la Borsa di Casablanca a metà degli anni 1970. Alla fine degli anni 1970 la composizione dell'alta borghesia risultava molto più variegata, fatto reso evidente dal crescente numero di matrimoni tra le grandi famiglie fassi e quelle berbere.
Importante risorsa per l'economia nazionale venne rappresentata dall'aumento dei prezzi del fosfato, conseguente alla crisi energetica del 1973 che sconvolse il mondo occidentale. Il prezzo del fosfato conobbe dal 1973 al 1975 un incremento del 500%. La spesa pubblica conobbe una vasta espansione, incrementando del 340% tra il 1974 e il 1978, e vennero avviate 250 compagnie pubbliche. Gli impiegati nel settore pubblico passarono dai 50000 nel 1960 ai 500000 nel 1980. A trarre beneficio dalla crescita economica fu in particolare il settore delle costruzioni e la nuova classe media a esso associata, mentre le fasce basse della popolazione rimasero in gran parte escluse dai benefici della crescita economica; alla fine degli anni 1970 il tasso di disoccupazione era del 29%, mentre il 45% della popolazione marocchina viveva sotto la soglia di povertà, secondo quanto rilevato da uno studio effettuato dalla Banca Mondiale. A partire dal 1976 i prezzi del fosfato tornarono ai livelli del 1973. Malgrado l'adozione di politiche di austerità nel 1978, il divario tra il reddito e la spesa non fu compensato, motivo per il quale lo Stato ricorse a ingenti prestiti dall'estero. La guerra del Sahara Occidentale e scarse precipitazioni tra il 1981 e il 1982 provocarono l'aumento del debito estero da 2,3 miliardi di dollari statunitensi nel 1976 a 7,9 miliardi di dollari nel 1979, fino a 11,8 miliardi di dollari nel 1983, rappresentanti l'84% del prodotto interno lordo e il 300% dei guadagni dalle esportazioni; il Marocco divenne così uno tra i quindici Paesi più indebitati al mondo. Le rinegoziazioni del debito e maggiori coinvolgimenti da parte della Banca Mondiale e del Fondo Monetario Internazionale nell'aggiustamento strutturale marocchino portarono a un cambiamento del patto sociale, che provocò rivolte nel 1981 e nel 1984.
Nello stesso periodo cominciò a formarsi una nuova classe dirigente costituita da tecnocrati giovani e istruiti che si raccolse in buona parte nell'Unione Costituzionale. La classe dirigente mise in atto le raccomandazioni del Fondo Monetario Internazionale, svalutando il dirham, e a partire dal 1988 l'intervento dello Stato in economia venne limitato e furono avviate vaste iniziative di privatizzazione e di liberalizzazione economica, coerenti alle idee liberali e liberiste adottate dalla monarchia. La politica di liberalizzazione economica colpì in particolare la classe medio-bassa urbana, dal momento che i giovani, malgrado la loro istruzione, non poterono essere assorbiti nel mercato del lavoro, a differenza dei loro genitori che sperimentarono una vivace mobilità sociale grazie al settore pubblico, mentre il settore privato non era ancora abbastanza sviluppato per poter realizzare un efficiente sistema di assunzione. Si ampliò così il fenomeno della disoccupazione tra i giovani laureati, che passò dal 6,5% nel 1984 al 26,2% nel 1992, mentre tra i diplomati passò dal 14,6% nel 1984 al 31,2% nel 1993. Il Marocco fu tra i fondatori dell'Organizzazione mondiale del commercio, stabilita a Marrakech nel 1994.
Politiche di privatizzazione interessarono decine di compagnie e furono successivamente adottate anche nell'ambito delle telecomunicazioni: nel 1999 lo Stato marocchino vendette la licenza GSM a un consorzio diretto da Telefónica e da BMCE bank e nel 2001 vendette il 35% delle azioni di Maroc Telecom alla compagnia francese Vivendi Universal. La privatizzazione portò a un più ampio patrocinio statale sulla borghesia e il consolidamento della classe tecnocratica emersa nel corso dei decenni precedenti. Il palazzo reale assunse un ruolo più assertivo nel settore privato attraverso l'ONA Group e di compagnie quali Marjane e Attijariwafa Bank.

## Politica estera
La politica estera marocchina è stata storicamente indirizzata dai sultani, i quali a partire dal XVII secolo si concentrarono nell'approfondire le relazioni diplomatiche con varie potenze europee, in particolare col Regno d'Inghilterra e col Regno di Francia. Nell'ambito del protettorato il sultano Muhammad V confermò il suo appoggio agli Alleati e si impegnò a proteggere la comunità ebraica marocchina dalle politiche antisemite della Francia di Vichy, cercando così di affrancarsi dal dominio che le potenze europee avevano imposto nei decenni precedenti. In seguito all'indipendenza la politica estera marocchina individuò nel raggiungimento della piena integrità territoriale una delle questioni centrali, rivendicando gli avamposti spagnoli di Ceuta, Melilla e di Sidi Ifni, il Sahara Occidentale, le regioni occidentali dell'Algeria, la Mauritania e alcune regioni del Mali, visti come parte del "Grande Marocco". La politica estera marocchina, in particolare sotto re Hasan II, individuò poi come obiettivo l'approfondimento delle relazioni economiche con l'Unione europea e in particolare con la Francia, in modo da garantire la stabilità economica del Paese, in particolare per la sua élite. Nell'ambito della guerra fredda il Marocco si alleò col mondo occidentale, soprattutto in seguito alla salita al trono di Hasan II nel 1961, mantenendo le distanze dai regimi panarabisti allineati col presidente egiziano Gamal Abd el-Nasser.
Il Marocco è oggi membro di svariate organizzazioni internazionali, tra le quali le Nazioni Unite, l'Unione africana, la Lega araba, l'Unione del Maghreb arabo, l'Organizzazione della cooperazione islamica, il Movimento dei paesi non allineati e la Comunità degli Stati del Sahel e del Sahara.

### Politica regionale
A partire dagli anni 1950 il Marocco espresse il proprio appoggio all'indipendenza dell'Algeria, ma al contempo ribadì rivendicazioni territoriali relative alle regioni dell'Algeria occidentale. Il Marocco chiese espressamente all'FLN di ridisegnare i confini stabiliti dai francesi. Le promesse stabilite dall'FLN nel 1960 furono disattese dopo il raggiungimento dell'indipendenza. Le tensioni precipitarono portando allo scoppio della guerra delle sabbie, dovuta a contenziosi territoriali sulle regioni di Béchar e Tindouf. La mediazione dell'Organizzazione dell'unità africana e l'inabilità delle due potenze di prevalere l'una sull'altra portò a un negoziato e al ritorno ai confini originari. La rivalità tra Marocco e Algeria assunse poi una dimensione ideologica: il primo rappresentava una monarchia tendenzialmente conservatrice alleata con le potenze occidentali, mentre la seconda era guidata da un'élite dedita a principi rivoluzionari e socialisti. Gli Stati Uniti d'America e le potenze europee sostennero il Marocco nella sua lotta per l'egemonia regionale, in opposizione alle tendenze filosovietiche dell'Algeria. Le relazioni tra Algeria e Marocco migliorarono sotto la presidenza algerina di Chadli Bendjedid, portando all'apertura del confine tra i due Paesi.
Il riavvicinamento tra Marocco e Algeria negli anni 1980 avvenne parallelamente con quello tra Tunisia e Libia. Nel 1988 i rappresentanti dei quattro Paesi insieme alla Mauritania, si riunirono a Zéralda, in Algeria, per discutere su progetti di cooperazione regionale. Nel febbraio 1989 nacque a Marrakech l'Unione del Maghreb arabo, organismo nato sul modello della Comunità economica europea. L'iniziativa venne effettuata per ovviare ai problemi economici vissuti negli ultimi anni dai Paesi interessati, tra i quali vasti debiti, carestie e crisi commerciali, dovute all'allargamento della Comunità economica europea a Spagna e Portogallo. Furono realizzati un parlamento, un tribunale, una banca e un'università maghrebini e venne stabilito un consiglio presidenziale composto dai capi di Stato dei cinque Paesi membri che si sarebbe riunito ogni sei mesi. Gli obiettivi della nuova organizzazione non vennero però perseguiti e le iniziative avviate vennero di fatto abbandonate. Il consiglio presidenziale si riunì solo sei volte a ritmo irregolare e senza la partecipazione di tutti i membri; l'ultima riunione si tenne nell'aprile 1994 a Tunisi. Crisi diplomatiche tra i Paesi membri emersero negli anni successivi: la questione principale che portò al fallimento dell'organizzazione fu quella relativa al Sahara Occidentale, dal momento che il Marocco rimproverava all'Algeria il suo sostegno al Polisario; la Libia lamentò il mancato sostegno nell'affrontare le sanzioni internazionali impostele nel 1992 e la Mauritania venne isolata in seguito al suo riconoscimento di Israele nel 1999.

#### La questione del Sahara Occidentale

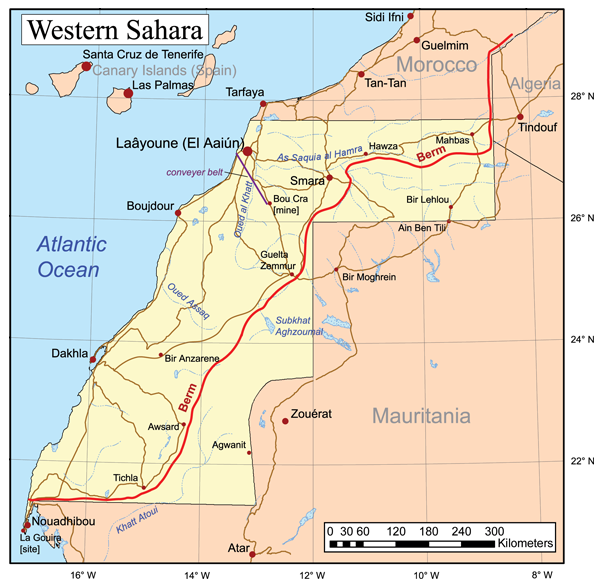
Mappa del Sahara Occidentale; in rosso il muro marocchino

La rivendicazione marocchina del Sahara Occidentale e sulle regioni circostanti fa riferimento alla storica natura religiosa, prima che territoriale, dell'autorità del sultano nel periodo precedente la colonizzazione. La regione divenne una colonia spagnola nel 1884 e non venne coinvolta nel trattato di Fès. In seguito all'indipendenza marocchina Hasan II evitò di esprimere il suo supporto per gli indipendentisti sahrawi, indipendenti dal palazzo reale, concentrandosi nell'annessione della regione di Tarfaya e di Sidi Ifni. Il Marocco sostenne le sue rivendicazioni sul Sahara Occidentale, regione ricca di petrolio e fosfato, in virtù del principio di autodeterminazione dei popoli, ribadendo che i sahrawi costituissero una componente del popolo marocchino.
La questione si complicò quando un gruppo di studenti sahrawi di sinistra fondò nel 1973 il Fronte Polisario, che rivendicava l'indipendenza dalla Spagna, ma anche dal Marocco. Le autorità spagnole avviarono dei censimenti in modo da rilevare il consenso della popolazione locale per l'autodeterminazione, in modo da organizzare poi un referendum sotto gli auspici delle Nazioni Unite. Il Marocco e la Mauritania, che anch'essa rivendicava la regione, reagirono avviando un'intensa campagna diplomatica in modo da prevenire il referendum. Quando nel 1975 una missione di inchiesta delle Nazioni Unite rilevò l'appoggio della popolazione locale all'indipendenza e al Polisario, il Marocco ribadì che il principio di integrità territoriale precedeva quello dell'autodeterminazione. La Corte internazionale di giustizia confermò il 16 ottobre 1975 l'esistenza di storiche relazioni ufficiali tra il Marocco e le tribù sahrawi prima del 1884, precisando però che queste non potessero costituire un presupposto per una sovranità territoriale marocchina o mauritana nella regione.
L'instabilità politica in Marocco e le minacce al potere del palazzo reale da parte di alcuni ambienti dell'esercito e dei nazionalisti portarono Hasan II a concentrarsi nella conquista del Sahara Occidentale, individuandone la legittimità nel parere espresso dalla Corte internazionale di giustizia. Volendo evitare un conflitto diretto con la Spagna, il sovrano incitò la popolazione a partecipare alla Marcia verde, partita il 6 novembre e che coinvolse 350000 civili disarmati, che costrinse le autorità spagnole a ritirarsi, consegnando il controllo amministrativo della regione a Marocco e Mauritania. Gli Accordi di Madrid stabilirono la sovranità marocchina sui due terzi settentrionali della regione, mentre il terzo meridionale venne consegnato alla Mauritania. Il Marocco si impegnò nel corso dei mesi successivi nell'implementare un accordo di bayʿa tra le tribù locali e la monarchia, in modo da legittimare l'autorità di quest'ultima. Il fervore nazionalista sahrawi si raccolse attorno al Polisario, che venne sostenuto finanziariamente dall'Algeria e dalla Libia. Gran parte della popolazione locale espresse il proprio appoggio agli indipendentisti, trasferendosi in massa a Tindouf, dove il Polisario basò la sua organizzazione e la sua campagna politica e militare. Le forze del Polisario riscossero vasti successi nelle fasi iniziali del conflitto, favorite dalla conoscenza del territorio e dall'appoggio logistico algerino, scatenando una resistenza che persistette per i successivi quindici anni. Il Polisario ottenne il supporto dell'Organizzazione dell'unità africana. Nel 1979 la Mauritania si ritirò dalla sezione meridionale in seguito a un colpo di Stato, portando il Marocco a occupare l'intera regione.
Nei decenni successivi, nessuno Stato riconobbe la sovranità marocchina sul Sahara Occidentale, anche se gli Stati Uniti e la Francia espressero un limitato appoggio. Nel 1983 53 Stati riconoscevano la Repubblica Democratica Araba dei Sahrawi dichiarata dal Polisario e sostenuta dall'Algeria. La necessità marocchina di assicurarsi il sostegno statunitense lo portò nell'ambito del conflitto arabo-israeliano ad allontanarsi dall'ala panarabista più intransigente, rappresentata da Algeria, Libia, Siria e OLP. Col supporto statunitense e saudita il Marocco realizzò negli anni 1980 una serie di muri di sabbia per isolare le forze del Polisario e assicurare il controllo militare marocchino in due terzi della regione. L'ingresso della repubblica sahrawi nell'Organizzazione dell'unità africana convinse Hasan II a sospendere l'adesione del Marocco all'unione.
Nel 1991 si giunse a un cessate il fuoco e il Marocco autorizzò le Nazioni Unite a stabilire una missione di pace, il MINURSO, incaricata dell'organizzazione di un referendum di autodeterminazione e volta a garantire la pace. L'iniziativa venne effettuata da Hasan II credendo di riuscire a esercitare, attraverso Stati Uniti e Francia, abbastanza influenza sull'operato del MINURSO. Le autorità marocchine e il Polisario concordarono che a votare sarebbero stati solo i sahrawi e che sarebbero stati esclusi i coloni marocchini stabilitisi nella regione dopo il 1975. Il processo di identificazione degli aventi diritto al voto incontrò numerose difficoltà, data la loro dispersione territoriale, dovuta al tradizionale stile di vita nomadico e al conflitto. Venne poi stabilito il diritto di voto al referendum anche ai figli di chi fosse nato nel Sahara Occidentale e a chi potesse provare di aver risieduto nella regione per almeno sei anni consecutivi o dodici intermittenti prima del 1974. Delle decine di migliaia di persone presentatesi, sostenute solo dalla testimonianza orale, il MINURSO ne riconobbe solo una minoranza, dal momento che molti si rivelarono coloni marocchini infiltratisi nel processo.

### Relazioni con gli Stati Uniti d'America

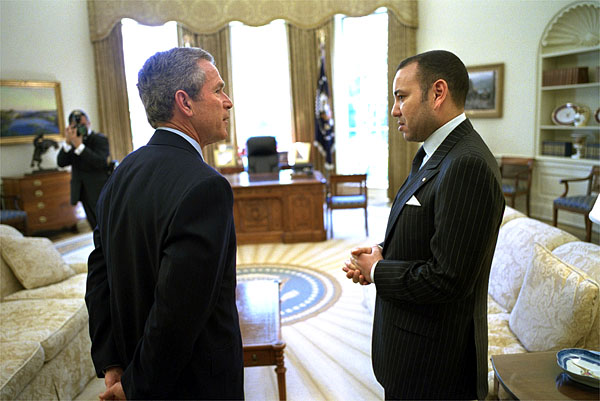
Il presidente statunitense George W. Bush e Muhammad VI nello Studio Ovale, 23 aprile 2002

Le buone relazioni tra Marocco e Stati Uniti d'America sono favorite da motivi storici: la monarchia marocchina fu il primo Paese a riconoscere l'indipendenza degli Stati Uniti. I due Paesi stabilirono un rapporto di amicizia nel 1787. La buona considerazione che la classe dirigente marocchina ebbe nei confronti degli Stati Uniti migliorò ancora di più nel secondo dopoguerra, quando la loro influenza venne percepita essere in opposizione al colonialismo europeo. Nell'ambito della guerra fredda il Marocco si allineò al mondo occidentale. Gli Stati Uniti, sotto Gerald Ford, appoggiarono il Marocco nelle sue rivendicazioni del Sahara Occidentale, anche se l'amministrazione Carter interruppe inizialmente la fornitura di armi al Marocco, adottando un approccio più critico nei confronti delle sue rivendicazioni territoriali. Ronald Reagan ripristinò l'appoggio al Marocco, aiutandolo a realizzare il muro difensivo. Il Marocco prese parte alla coalizione guidata negli Stati Uniti nella guerra del Golfo mandando truppe in Arabia Saudita, malgrado una forte opposizione interna. In occasione all'incremento delle attività dei movimenti islamisti il Marocco approfondì ancora di più i propri rapporti con gli Stati Uniti. Nel 2004 venne siglato tra i due Paesi un accordo di libero scambio e il Marocco venne riconosciuto come importante alleato al di fuori della NATO.

### Relazioni con l'Unione europea
La fase del protettorato francese e spagnolo rappresentò per il Marocco un'occasione per approfondire le sue relazioni con l'Europa, anche da un punto di vista culturale; il Marocco è sede di una delle più vaste componenti francofone al mondo e in Europa si stabilirono a partire dal XX secolo centinaia di migliaia di migranti marocchini. Il Marocco si candidò nel 1987 per divenire membro della Comunità economica europea, ma venne rigettato in quanto non venne considerato europeo. Il Marocco si impegnò nell'approfondire le relazioni economiche e politiche con l'Unione europea, con la quale stabilì un accordo d'associazione e di libero scambio nel 1996 e dal quale ottenne nel 2008 lo status di "partner avanzato".

### Conflitto arabo-israeliano

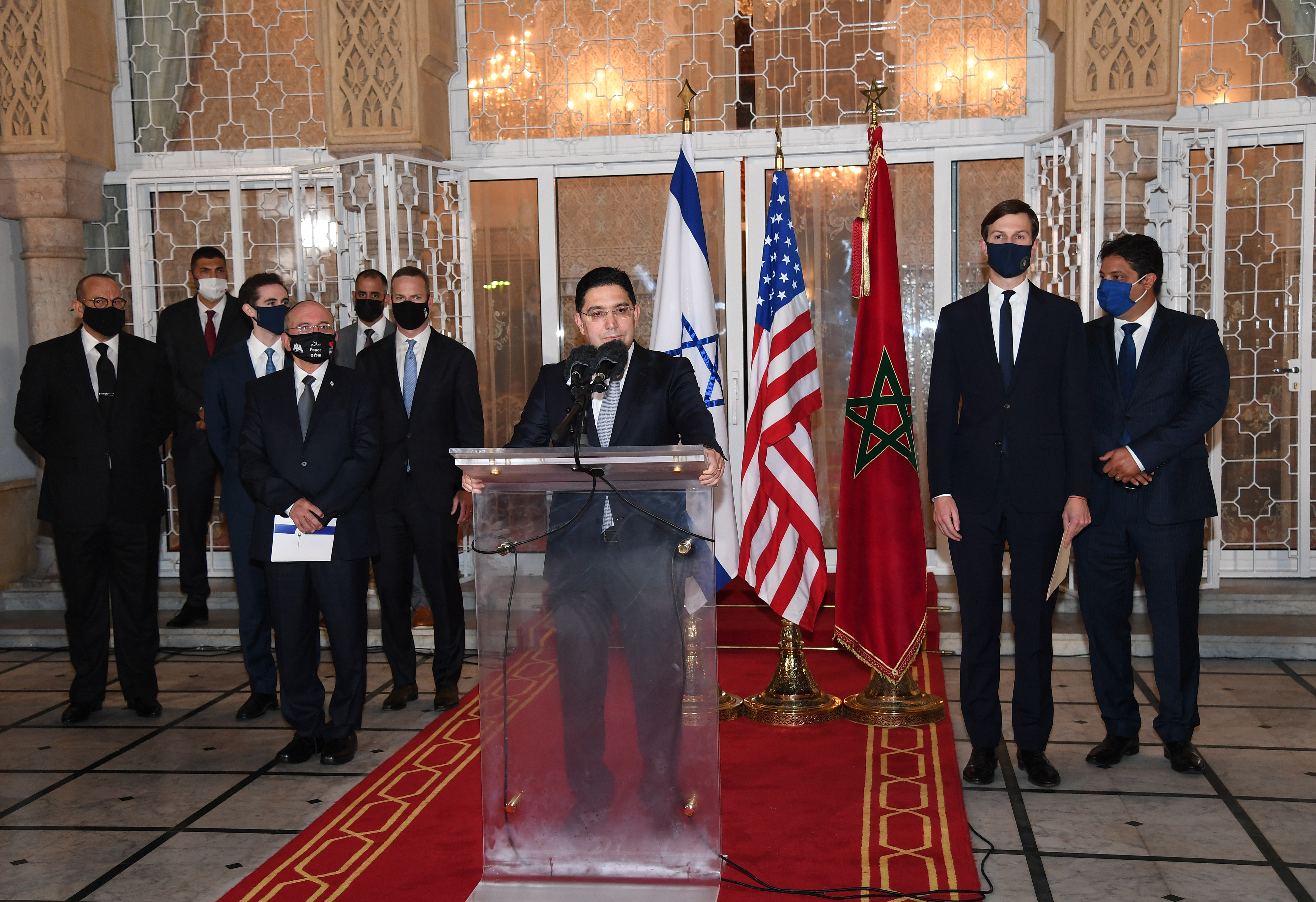
Visita della delegazione statunitense-israeliana a Rabat nel dicembre 2020

Hasan II si impegnò a far da mediatore nel conflitto arabo-israeliano, incoraggiando le trattative tra Egitto e Israele e mantenendo relazioni coi rappresentanti israeliani, in particolare con Yitzhak Rabin e Moshe Dayan. I buoni rapporti con lo Stato di Israele, interrotti precedentemente solamente in occasione della guerra del Kippur, alla quale il Marocco prese parte accanto ai Paesi arabi, furono favoriti anche dalla vasta comunità ebraica marocchina, la maggior parte della quale era emigrata in Israele nel corso del XX secolo, mantenendo la cittadinanza del Paese d'origine. Lo storico rapporto di simbiosi tra componenti musulmane ed ebraiche tipico della società marocchina convinse Hasan II a impegnarsi per la pace in Medio Oriente, oltre ad avviare iniziative di dialogo interreligioso. Nel 1979 Hasan II promosse la costituzione dell'Al Quds Committee of the Organization of Islamic Conference, che presiedette fino alla sua morte.
Nel coltivare i propri rapporti con Israele il Marocco dovette però mantenersi cauto per non rovinare i propri rapporti con gli altri Paesi arabi. Hasan II non mancò di esprimere il proprio appoggio alla causa palestinese e all'OLP, non normalizzando le relazioni con lo Stato di Israele nemmeno dopo gli accordi di Oslo, ribadendo la necessità della costituzione di uno Stato palestinese nei confini precedenti il 1967 e con capitale Gerusalemme Est. Il Marocco intraprese con Israele iniziative di carattere economico, mantenendo un ufficio a Tel Aviv, che venne però chiuso allo scoppio della seconda intifada. Il Marocco decise di stabilire ufficialmente relazioni diplomatiche con Israele nel dicembre 2020, preceduto nel corso dell'anno precedente dagli Emirati Arabi Uniti, dal Bahrein e dal Sudan.